# Reggimenti di fanteria dell'Esercito Italiano
Elenco parziale dei reggimenti dell'Arma di fanteria dell'Esercito italiano e del Regio Esercito italiano. In alcuni casi sono citati anche dei battaglioni perché nell'Esercito Italiano, per determinati periodi, il livello reggimentale è stato frequentemente declassato a livello di battaglione, mantenendosi comunque autonomo e conservando motto, numero e tradizioni del reggimento originale. Recentemente molti di questi battaglioni sono stati riportati a livello di reggimento, pur essendo composti da un solo battaglione ed un reparto comando e servizi. Alcuni battaglioni, pur non essendo mai stati elevati a livello reggimentale, hanno però avuto tutte le caratteristiche dei reggimenti, tra cui la bandiera di guerra, lo stemma e il motto; queste particolari unità sono state inserite nella voce.
I codici impiegati sono i seguenti:
- BF = battaglione fanteria
- BFA = battaglione alpini
- BFB = battaglione bersaglieri
- BFC = battaglione fanteria corazzata
- BFG = battaglione granatieri
- BFL = battaglione lagunari
- BFM = battaglione fanteria meccanizzato
- BFN = battaglione fanteria motorizzato
- BFO = battaglione fanteria d'arresto
- BFP = battaglione paracadutisti
- BFR = battaglione addestramento reclute

- RCC = reggimento carri
- RF = reggimento di fanteria
- RFA = reggimento alpini
- RFB = reggimento bersaglieri
- RFC = reggimento fanteria corazzata
- RFG = reggimento granatieri
- RFL = reggimento lagunari
- RFN = reggimento fanteria motorizzato
- RFO = reggimento di fanteria d'arresto
- RFP = reggimento paracadutisti

Stemma dell'Esercito

L'abbreviazione e la denominazione in grassetto indicano che l'unità è ancora in vita. Tra parentesi tonde sono riportati il tipo, le date di costituzione e scioglimento delle unità; se alla fine è indicata una località ma non una data, il reggimento è ancora in vita e stanziato nella località. Tra parentesi quadre sono riportate le battaglie più importanti.

## Granatieri

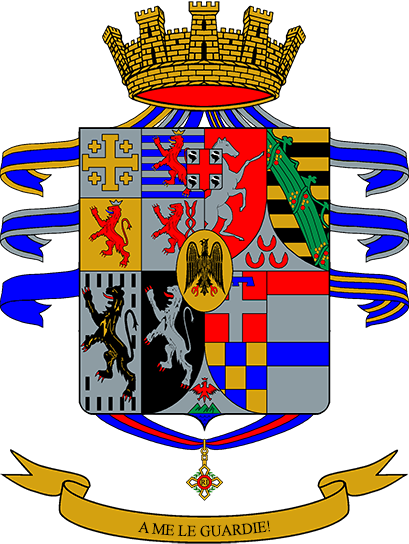
Stemma del 1º Reggimento "Granatieri di Sardegna"

I granatieri italiani sono nati, al pari di altri stati europei, come compagnie speciali dei reggimenti di linea, equipaggiate con granate. Per riuscire a lanciare le granate a grande distanza, nelle unità dei granatieri si reclutavano dei soldati particolarmente alti e robusti. Quando le granate divennero un equipaggiamento generico della fanteria, i granatieri persero il loro speciale ruolo. In molti eserciti le compagnie di granatieri, a causa dell'imponenza dei loro soldati, si riunirono in reggimenti di granatieri della guardia, che di regola avevano incarichi speciali presso i monarchi e venivano considerati una élite (nel 1942 i reggimenti di fanteria della Germania nazista vennero rinominati generalmente reggimenti di granatieri). Dopo il 1815, in Italia i granatieri confluirono nel vecchio "reggimento della guardia" piemontese (1659) che oggi è parte della brigata dei Granatieri di Sardegna. Le altre brigate di granatieri costituitesi durante l'unità d'Italia furono presto trasferite nella fanteria di linea.
- Reggimento delle Guardie (Torino, sedi varie, 1659-1799) [1672, Liguria; 1690-1695, Difesa della Savoia; 1696, Valenza; 1701-1712, Guerra di Successione di Spagna; 1718-1719, Sicilia; 1733-1735, Guerra di Successione di Polonia; 1742-1748, Guerra di Successione d'Austria; 1792-1796, Piemonte; 1800, Piemonte]
  - Reggimento "Guardie" (Torino, 1814-1815) [1815, Grenoble]
  - Brigata "Guardie" (Torino, 1815-1816)
  - Brigata "Granatieri Guardie" (Genova, Alessandria, Torino, 1816-1831)
  - 1º RFG (Brigata "Guardie") (Genova, Torino, 1831-1850) [1848-1849, Prima guerra d'Indipendenza]
  - 1º RFG (Brigata "Granatieri") (Novara, 1850-1852)
  - 1º RFG (Brigata "Granatieri di Sardegna") (Novara, sedi varie, 1852-1871) [1855-1856, Crimea; 1859, Lombardia; 1860-1861, Marche, Umbria, Italia meridionale; 1866, Veneto]
  - 1º Reggimento "Granatieri di Sardegna" (Roma, Velletri, Genova, 1871-1881)
  - 1º RFG (Brigata "Granatieri di Sardegna") (Genova, Modena, sedi varie, Roma, 1881-1926) (Motto: A me le guardie per l'onore di casa Savoia!) [1911-1912, Guerra italo-turca; 1913-1914, Libia; 1915-1918, Monfalcone, M. Sabotino, Oslavia, M. Cengio]
  - 1º Reggimento "Granatieri di Sardegna" (XXI Brigata di Fanteria) (Roma, 1926)
  - 1º Reggimento "Granatieri di Sardegna" (21ª Divisione militare territoriale) (Roma, ?)
  - 1º Reggimento "Granatieri di Sardegna" (Divisione di Fanteria "Granatieri di Sardegna") (Roma, 1934)
  - 1º Reggimento "Granatieri di Sardegna" (21ª Divisione di Fanteria "Granatieri di Sardegna") (Roma, 1939-1943) [1940, Battaglia delle Alpi Occidentali; 1941-1942, Jugoslavia; 1942-1943, territorio nazionale; 1943, Difesa di Roma]
  - 1º Reggimento Granatieri (Raggruppamento Granatieri) (Roma, 1944) [1944, Guerra di Liberazione]
  - 1º Reggimento Granatieri (Gruppo di Combattimento "Friuli") (Roma, 1944) [1944, Guerra di Liberazione]
  - 1º Reggimento Guardie (Roma, 1944) [1944, Guerra di Liberazione]
  - 1º Reggimento "Granatieri di Sardegna" (Divisione di Fanteria "Granatieri di Sardegna") (Roma, 1948-1976) (Motto: A me le guardie!)
  - 1º BFG meccanizzato "Assietta" (Brigata meccanizzata "Granatieri di Sardegna") (Roma, 1976-1992) (Motto: A me le guardie!)
  -  1º Reggimento "Granatieri di Sardegna" (Brigata meccanizzata "Granatieri di Sardegna") (Roma, 1992-oggi) (Motto: A me le guardie!)
- Reggimento di Sardegna (1744-1816) [1672, Liguria; 1690-1695, Difesa della Savoia; 1696, Valenza; 1701-1712, Guerra di Successione di Spagna; 1718-1719, Sicilia; 1733-1735, Guerra di Successione di Polonia; 1742-1748, Guerra di Successione d'Austria; 1792-1796, Piemonte; 1800, Piemonte; 1815, Grenoble]
  - Reggimento cacciatori guardie (1816-1831)
  - Reggimento cacciatori (Brigata "Guardie") (1831-1848)
  - 2º RFG (Brigata "Guardie") (Novara, 1848-1850) [1848-1849, Prima guerra d'Indipendenza]
  - 2º RFG (Brigata "Granatieri") (Novara, 1850-1852)
  - 2º RFG (Brigata "Granatieri di Sardegna") (Vercelli, Genova, Torino, sedi varie, 1852-1871) [1855-1856, Crimea; 1859, Lombardia; 1860-1861, Marche, Umbria, Italia meridionale; 1866, Veneto]
  - 2º Reggimento "Granatieri di Sardegna" (Roma, Viterbo, Genova, 1871-1881)
  - 2º RFG (Brigata "Granatieri di Sardegna") (Reggio Emilia, Livorno, sedi varie, Roma, 1881-1926) [1911-1912, Guerra italo-turca; 1915-1918, Carso, Isonzo, Trentino, M. Cengio, Piave, Vittorio Veneto]
  - 2º Reggimento "Granatieri di Sardegna" (XXI Brigata di Fanteria) (Roma, 1926) (Motto: A me le guardie per l'onore di casa Savoia!)
  - 2º Reggimento "Granatieri di Sardegna" (21ª Divisione militare territoriale) (Roma, ?)
  - 2º Reggimento "Granatieri di Sardegna" (Divisione di Fanteria "Granatieri di Sardegna") (Roma, 1934)
  - 2º Reggimento "Granatieri di Sardegna" (21ª Divisione di Fanteria "Granatieri di Sardegna") (Roma, 1939-1943) [1940, Battaglia delle Alpi Occidentali; 1941-1942, Jugoslavia; 1942-1943, territorio nazionale; 1943, Difesa di Roma]
  - 2º RFG (Roma, 1944) [1944, Guerra di Liberazione]
  - 2º BFG meccanizzato "Cengio" (Roma, 1976-1992) (Motto: A me le guardie!)
  - 2º Reggimento "Granatieri di Sardegna" (Brigata meccanizzata "Granatieri di Sardegna") (Spoleto, 1992-2002) (Motto: A me le guardie!)
  - 2º BFG "Cengio" (Brigata meccanizzata "Granatieri di Sardegna") (Spoleto, 2017-2022) (Motto: A me le guardie!)
  -  2º Reggimento "Granatieri di Sardegna" (Brigata meccanizzata "Granatieri di Sardegna") (Spoleto, 2022-oggi) (Motto: A me le guardie!)
- 3° RFG (Brigata "Guardie") (1848)
  - 3º Reggimento "Granatieri di Sardegna" (Viterbo, 1926-1939) (Motto: A me le guardie per l'onore di casa Savoia!)
  - 3º Reggimento "Granatieri di Sardegna e d'Albania" (Tirana, 1939-1943) [1935-1936, Etiopia; 1939, Albania; 1940, Fronte Greco-albanese]
  - 3º BFG "Guardie" (Orvieto, 1976-1992) (Motto: A me le guardie!)
  -  3º Reggimento "Granatieri Guardie" (Orvieto, 1992-2002) (Motto: A me le guardie!)
- 3º Reggimento "Granatieri di Lombardia" (1859-1871, poi 73º RF "Lombardia")
- 4º Reggimento "Granatieri di Lombardia" (1859-1871, poi 74º RF "Lombardia")
- 5º Reggimento "Granatieri di Napoli" (1861-1871, poi 75º RF "Napoli")
- 6º Reggimento "Granatieri di Napoli" (1861-1871, poi 76º RF "Napoli")
- 7º Reggimento "Granatieri di Toscana" (1862-1871, poi 77º RF "Toscana")
- 8º Reggimento "Granatieri di Toscana" (1862-1871, poi 78º RF "Toscana")
- 10º Reggimento "Granatieri di Savoia" (1936-1941) (Motto: Savoia, Italia, Impero) [1937, Cina; 1938, Etiopia; 1940-1941, Eritrea]
- 11º Reggimento "Granatieri di Savoia" (1936-1941) (Motto: Savoia, Italia, Impero) [1938, Etiopia; 1940-1941, Eritrea]

## Fanteria di linea

### Reggimenti costituiti tra il 1619 e la Prima guerra d'Indipendenza (1848)

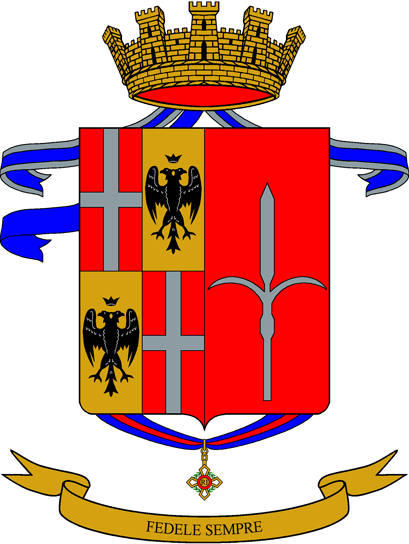
Stemma del 1º Reggimento fanteria "San Giusto"

Fino al 1919 due reggimenti di fanteria formavano una brigata. I reggimenti erano numerati consecutivamente, mentre le brigate venivano contraddistinte unicamente da nomi. Nel 1919, quando le brigate furono sciolte e i reggimenti sottoposti al diretto controllo delle divisioni, i reggimenti aggiunsero ai numeri utilizzati fino a quel momento anche il nome della brigata alla quale erano appartenuti. Successivamente, la riforma dell'esercito del 1939 creò la divisione binaria, costituita da due soli reggimenti di fanteria. Queste divisioni assunsero sia il nome delle brigate sciolte nel 1919, sia i reggimenti appartenuti a tali brigate. Così, nella seguente lista dei reggimenti di linea, i nomi reggimentali indicano le brigate e le divisioni alle quali i reggimenti appartenevano fino al 1919 e dal 1939 al 1943. Due nomi reggimentali puntano su unità superiori i quali nomi sono stati cambiati (normalmente negli anni 1939-43). Dal 1975 al 1991 i reggimenti ancora in vita operarono come battaglioni e dal 1991 nuovamente come reggimenti, ma con la forza di un battaglione.
- Reggimento "Fleury" (1625-1631) [1625-1626, Valtellina; 1628-1631, Guerra di Successione di Mantova]
  - Reggimento "Marolles" (1631-1640) [1635-1659, Liberazione del Ducato di Milano]
  - Reggimento francese di S.A.R. (1640-1664)
  - Reggimento di S.A.R. il duca Carlo Emanuele / Reggimento di Savoia cravatte rosse / Reggimento di Savoia di S.A.R. (1664-1800) [1672, Liguria; 1690-1695,  Difesa della Savoia; 1701-1702, Guerra di Successione di Spagna; 1704-1712, Guerra di Successione di Spagna; 1718-1719, Sicilia; 1733-1735,  Guerra di Successione di Polonia; 1742-1748, Guerra di Successione d'Austria; 1792-1795, Piemonte; 1799, Lombardia; 1800, Piemonte]
  - Reggimento di Savoia (1814-1815)
  - Brigata di Savoia (Susa, Pinerolo, Torino, Cuneo, Novara, 1815-1831)
  - 1º Reggimento (Brigata "Savoia") (Novara, Torino, 1831-1839)
  - 1º RF (Brigata "Savoia") (Torino, sedi varie, 1839-1860) [1848-1849, Prima guerra d'Indipendenza; 1855-1856, Crimea; 1859, Lombardia]
  - 1º RF (Brigata "del Re") (Genova, Napoli, sedi varie, 1860-1871) [1860-1861, Marche, Umbria, Italia meridionale; 1866, Veneto]
  - 1º RF "Re" (Alessandria, Potenza, Nocera Inferiore, Padova, Catanzaro, 1871-1881)
  - 1º RF (Brigata "Re") (Firenze, Gaeta, Napoli, Fossano, Ravenna, sedi varie, 1881-1924) (Motto: Nomen omen; poi Fedele sempre) [1887-1888, Eritrea; 1915-1918, Podgora, Oslavia, Peuma, Grafenberg, Tolmino, Bainsizza, M. Tomba, Monfenera]
  - 1º RF "Savoia" (Brigata "Re") (Gradisca, 1924-1926)
  - 1º RF "Re" (Sacile, Tolmino, 1926-1943) (Motto: Nomen omen) [1941-1943, Jugoslavia]
  - 1º BFN "San Giusto" (Trieste, 1975-1991)
  - 1º BF "San Giusto" (Trieste, 1991)
  - 1º RF "San Giusto" (Trieste, 1992-2005)
  -  1º Reggimento addestramento volontari "San Giusto" (Trieste, 2005-2008) (Motto: Fedele sempre)
- 2º Reggimento (Brigata "Savoia") (1831-1839)
  - 2º RF (Brigata "Savoia") (1839-1860) [1848-1849, Prima guerra d'Indipendenza; 1855-1856, Crimea; 1859, Lombardia; 1866, Veneto]
  - 2º RF (Brigata "del Re") (1860-1871)
  - 2º RF “Re" (1871-1881)
  - 2º RF (Brigata "Re") (1881-1924) [1915-1918, Podgora, Bainsizza, M. Tomba, Alano]
  - 2° RF "Savoia" (1924-1926)
  -  2º Reggimento fanteria "Re" (Udine, 1926-1943) (Motto: Nulli virtute ac fidelitate secundus) [1941-1943, Jugoslavia]
- Reggimento piemontese Catalano Alfieri (1636-1641) [1635-1641, Liberazione del Ducato di Milano]
  - Reggimento piemontese di S.A.R. (1641-1664) [1641-1659, Liberazione del Ducato di Milano]
  - Reggimento di Piemonte di S.A.R. (1664-1796) [1674-1678, Olanda; 1690-1695, Difesa della Savoia; 1696 Valenza; 1704-1712, Guerra di Successione di Spagna; 1718-1719, Sicilia; 1733-1735, Guerra di Successione di Polonia; 1742-1748, Guerra di Successione d'Austria; 1792-1796, Piemonte]
  - 3ª Mezza Brigata di linea nazione piemontese (1796-1814) [1799, Lombardia; 1800, Piemonte]
  - Brigata di Piemonte (1814-1831) [1815, L'Hopital]
  - 1º RF (Brigata "Piemonte") (1831-1838)
  -  3º Reggimento fanteria "Piemonte" (Messina, 1839-1943) (Motto: Fidem cruore signavi) [1848-1849, Prima guerra d'Indipendenza; 1855-1856, Crimea; 1859, Lombardia; 1866, Veneto; 1887-1888, Eritrea; 1915-1918, Freikofel, Ortigara, S. Marco, Nervesa, Piave; 1940-1943, Grecia]
- Reggimento Catalano Alfieri (1636-1664)
  - Reggimento piemontese di S.A.R. (1664-1798)
  - Reggimento di Piemonte (1814-1815)
  - Brigata di Piemonte (1815-1831)
  - 2º RF (Brigata "Piemonte") (1831-1839)
  - 4º Reggimento fanteria (Brigata "Piemonte") (1839-1871) [1848-1849, Prima guerra d'Indipendenza; 1855-1856, Crimea; 1859, Lombardia; 1866, Veneto]
  - 4º Reggimento fanteria "Piemonte" (Catania, 1871-1881) (Motto: Omnia ferventer pro Patria)
  - 4º Reggimento fanteria (Brigata "Piemonte") (1881-1926) [1887-1888, Eritrea; 1911-1912, Guerra italo-turca; 1915-1918, Freikofel, Ortigara, S. Marco, Nervesa, Piave]
  -  4º Reggimento fanteria "Piemonte" (1926-1943) [1935-1936, Etiopia; 1940-1943, Grecia]
  -  4º Battaglione fanteria "Guastalla" (Asti, 1977-1991) (Motto: Omnia ferventer pro Patria)
- Reggimento fucilieri di S.A.R. (Torino, Vercelli, sedi varie, 1690-1774) [1690-1695, Difesa della Savoia; 1696, Valenza; 1701-1702, Guerra di Successione di Spagna; 1718-1719, Sicilia; 1733-1735, Guerra di Successione di Polonia; 1742-1748, Guerra di Successione d'Austria]
  - Reggimento di Aosta (Alessandria, Torino, sedi varie, 1774-1799) [1792-1796. Piemonte]
  - 1ª Mezza Brigata di linea nazione piemontese (1799-1814) [1799, Lombardia; 1800, Piemonte]
  - Reggimento di Aosta (Torino, 1814-1815) [1815, Grenoble]
  - Brigata di Aosta (Ivrea, Annecy, Chambery, Cuneo, Torino, sedi varie, 1815-1831)
  - 1º Reggimento (Brigata "Aosta") (sedi varie, Genova, 1831-1839)
  - 5º RF (Brigata "Aosta") (Nizza, Alessandria, Genova, Torino, sedi varie, 1839-1871) [1848-1849, Prima guerra d'Indipendenza; 1855-1856, Crimea; 1859, Lombardia; 1861, Marche, Umbria, Italia meridionale; 1866, Veneto]
  - 5º RF "Aosta" (Parma, Ascoli Piceno, Torino, Catania, 1871-1881)
  - 5º RF (Brigata "Aosta") (Bari, Spoleto, Roma, Siena, Firenze, Napoli, Ascoli Piceno, Girgenti, 1881-1926) [1915-1918, M. Grappa, Isonzo, Carnia, Carso, Trentino, Col della Berretta]
  - 5º RF "Aosta" (Girgenti, Agrigento, Trapani, Sicilia, 1926-1943) (Motto: Sotto l'impeto d'Aosta sparve il nemico)
  - 5º Reggimento sicurezza interna "Aosta" (Palermo, 1944-1946)
  - 5º RF "Aosta" (Palermo, Messina, 1946-1975) (Motto: Sotto l'impeto d'Aosta sparve il nemico)
  - 5º BFN "Col della Berretta" (Messina, 1975-1992)
  -  5º Reggimento fanteria "Aosta" (Messina, 1992-oggi) (Motto: Sotto l'impeto d'Aosta sparve il nemico)
- 2º Reggimento (Brigata "Aosta") (Torino, 1831-1839)
  - 6º RF (Brigata "Aosta") (Torino, Nizza, Alessandria, Genova, Annecy, Chambery, Sassari, Milano, Napoli, Piacenza, Caserta, Reggio Emilia, Parma, 1839-1871) [1848-1849, Prima guerra d'Indipendenza; 1855-1856, Crimea; 1859, Lombardia; 1861, Marche, Umbria, Italia meridionale; 1866, Veneto]
  - 6º RF "Aosta" (Reggio Emilia, Lecce, Torino,  Caltanissetta, 1871-1881)
  - 6º RF (Brigata "Aosta") (Bari, Perugia, Roma, Pistoia, Napoli, Chieri, Palermo, 1881-1926) [1915-1918, M. Grappa, Isonzo, Carnia, Carso, Trentino, Col della Berretta]
  - 6º RF "Aosta" (Palermo, 1926-1943) (Motto: Sotto l'impeto d'Aosta sparve il nemico) [1940-1943, Sicilia]
  - 6º Reggimento sicurezza interna "Aosta" (Palermo, 1944-1946)
  -  6º Reggimento fanteria "Aosta" (Palermo, 1946-1955) (Motto: Sotto l'impeto d'Aosta sparve il nemico)
- Reggimento di Nizza (1701-1714)
  - Reggimento "La Marina" (1714-1798) [1704-1712, Guerra di Successione di Spagna; 1718, Sicilia; 1734-1735, Guerra di Successione di Polonia; 1742-1748, Guerra di Successione d'Austria; 1792-1796, Piemonte]
  - 3ª Mezza Brigata di linea nazione piemontese (1798-1814) [1799, Lombardia]
  - Reggimento di Cuneo (Torino, 1814-1815)
  - Brigata di Cuneo (Torino, Novara, 1815-1831) [1815, Grenoble]
  - 1º Reggimento (Brigata "Cuneo") (Novara, Alessandria, Torino, Chambery, Genova, 1831-1839)
  - 7º RF (Brigata "Cuneo") (Genova, Alessandria, Milano, sedi varie, 1839-1871) [1848-1849, Prima guerra d'Indipendenza; 1855-1856, Crimea; 1859, Lombardia; 1870, Unità d'Italia]
  - 7º RF "Cuneo" (Caltanissetta, Milano, Vercelli, Nocera Inferiore, 1871-1881)
  - 7º RF (Brigata "Cuneo") (Nocera Inferiore, Roma, Viterbo, Catanzaro, Piacenza, Cuneo, Potenza, Milano, 1881-1926) [1887-1888, Eritrea; 1911-1912, Guerra italo-turca; 1915-1918, Tonale, Carso, Piave, Gorizia, Vittorio Veneto]
  - 7º RF "Cuneo" (Milano, 1926-1943) (Motto: Legio cuneensis costantissima coeteris fidei signum) [1940-1943, Francia, Grecia]
  - 7º BFN "Cuneo" (Artegna, 1975-1976)
  - 7º BF "Cuneo" (Udine, 1976-1993)
  -  7º Reggimento fanteria "Cuneo" (Udine, 1993-2001) (Motto: Legio cuneensis constantissima)
- 2º Reggimento (Brigata "Cuneo") (1831-1839)
  - 8º RF (Brigata "Cuneo") (1839-1871) [1848-1849, Prima guerra d'Indipendenza; 1855-1856, Crimea; 1859, Lombardia; 1866, Veneto; 1870, Unità d'Italia]
  - 8º RF "Cuneo" (1871-1881)
  - 8º RF (Brigata "Cuneo") (1881-1926) [1901-1904, Cina; 1915-1918, Tonale, Podgora, Grafenberg, San Gabriele, M. Pertica, Vittorio Veneto]
  -  8º Reggimento fanteria "Cuneo" (Milano, 1926-1943) (Motto: Legio cuneensis costantissima coeteris fidei signum) [1940-1943, Francia, Grecia]
- Battaglione "La Reine" (Pavia, Tortona, sedi varie, 1734-1741) [1734-1735, Guerra di Successione di Polonia]
  - Reggimento "La Regina" (Torino, Pinerolo, Sassari, Annecy, sedi varie, 1741-1799) [1742-1748, Guerra di Successione d'Austria; 1792-1795, Piemonte; 1799, Lombardia]
  - Reggimento "La Regina" (Nizza Marittima, 1814-1815)
  - Brigata "della Regina" (Nizza Marittima, 1815-1831) [1815, Grenoble]
  - 1º Reggimento (Brigata "La Regina") (Nizza Marittima, Cuneo, Alessandria, Novara, 1831-1839)
  - 9º RF (Brigata "La Regina") (Torino, Chambery, Cuneo, Vercelli, Catania, sedi varie, 1839-1871) [1848-1849, Prima guerra d'Indipendenza; 1855-1856, Crimea; 1859, Lombardia; 1860-1861, Umbria, Marche, Italia meridionale; 1866, Veneto]
  - 9º RF "Regina" (Vercelli, Milano, Forlì, Bari, 1871-1881)
  - 9º RF (Brigata "Regina") (Udine, Padova, Trapani, Milano, Sassari, sedi varie, Rodi, 1881-1926) [1915-1918, Carso, S. Michele, M. Melago, M. Val Bella]
  - 9º RF "Regina" (Rodi, 1946-1943) (Motto: Sicut te candidi candidissima regina) [1940-1943, Egeo]
  - 9º RF "Regina" (Bari, 1945-1947)
  - 9º RF "Bari" (Bari, 1947-1975)
  - 9º BFN "Bari" (Trani, 1975-1992)
  -  9º Reggimento fanteria "Bari" (Trani, 1992-oggi) (Motto: Ai bianchi gli ardimenti)
- 2º Reggimento (Brigata "La Regina") (1831-1839)
  - 10º RF (Brigata "La Regina") (1839-1871) [1848-1849, Prima guerra d'Indipendenza; 1855-1856, Crimea; 1859, Lombardia; 1860-1861, Umbria, Marche, Italia meridionale; 1866, Veneto]
  - 10º RF "Regina" (1871-1881)
  - 10º RF (Brigata "Regina") (1881-1926) [1915-1918, Bosco Capuccio, M. San Michele, M. Val Bella]
  -  10º Reggimento fanteria "Regina" (Lero, 1926-1943) (Motto: Sicut te candidi candidissima regina) [1940-1943, Dodecanneso, Lero]
- Reggimento du Cheynez (1619-?)
  - Reggimento di Boydamid (?-?)
  - Reggimento di Pianezza (?-?)
  - Reggimento "La Loubère" (?-1661)
  - Reggimento "Du Coudray" (1661-1664)
  - Reggimento "di Monferrato di S.A.R." (1664-1799) [1625-1626, Valtellina; 1628-1631, Guerra di Successione di Mantova; 1635-1659, Liberazione del Milanese; 1672, Liguria; 1701-1712, Guerra di Successione di Spagna; 1718-1719, Sicilia; 1733-1735, Guerra di Successione di Polonia; 1742-1748, Guerra di Successione d'Austria; 1792-1796, Piemonte]
  - 2ª Mezza Brigata di linea nazione piemontese (1798-1814) [1799, Lombardia; 1800, Piemonte]
  - Brigata "di Monferrato" (Torino, 1815-1821)
  - Brigata di Casale (Torino, 1821-1831)
  - 1º Reggimento (Brigata "Casale") (Torino, Genova, Nizza, 1831-1839)
  - 11º RF (Brigata "Casale") (Nizza, Genova, Cilavegna, Chambery, sedi varie, 1839-1871) [1848-1849, Prima guerra d'Indipendenza; 1855-1856, Crimea; 1859, Lombardia; 1866, Veneto]
  - 11º RF "Casale" (Trapani, Genova, Bergamo, 1871-1881)
  - 11º RF (Brigata "Casale") (Bergamo, Rimini, Palermo, Trapani, Roma, Novi Ligure, Salerno, Forlì, 1881-1926) [1887-1888, Eritrea; 1911-1912, Guerra italo-turca; 1915-1918, Gorizia, M. Calvario]
  - 11º RF "Casale" (Forlì, 1926-1943) (Motto: Per calvarium ad laurum) [1940-1943, Grecia]
  - 11º RF "Casale" (CAR) (Casale Monferrato, 1958-1974)
  - BFR "Casale" (Casale Monferrato, 1974-1975)
  - 11º BF "Casale" (Casale Monferrato, 1975-1992)
  -  11º Reggimento fanteria "Casale" (Casale Monferrato, 1992-1999) (Motto: Con il sacrificio la gloria)
- 2º Reggimento (Brigata "Casale") (1831-1839)
  - 12º RF (Brigata "Casale") (1839-1871) [1848-1849, Prima guerra d'Indipendenza; 1855-1856, Crimea; 1859, Lombardia; 1866, Veneto]
  - 12º RF "Casale" (1871-1881)
  - 12º RF (Brigata "Casale") (1881-1926) (Motto: Per calvarium ad laurum) [1915-1918, Gorizia, Asiago, Piave, Podgora, M. Calvario]
  -  12º Reggimento fanteria "Casale" (1926-1943) (Motto: Più aspra la lotta, maggiore la gloria) [1940-1943, Grecia]
- Reggimento "Lullin" (1672-1676)
  - Reggimento "Bagnasco" (1676-1678)
  - Reggimento "Masino" (1678-1680)
  - Reggimento "di Saluzzo di S.A.R." (Mondovì, Torino, Palermo, Cagliari, Saluzzo, Ivrea, sedi varie, 1680-1798) [1690-1695, Difesa della Savoia; 1696, Valenza; 1701-1712, Guerra di Successione di Spagna; 1718-1719, Sicilia; 1733-1735, Guerra di Successione di Polonia; 1742-1748, Guerra di Successione d'Austria; 1792-1796, Piemonte]
  - 2ª Mezza Brigata di linea nazione piemontese (Ivrea, 1798-1814) [1799, Lombardia; 1800, Piemonte]
  - Reggimento di Saluzzo (Saluzzo, 1814-1815) [1815, Grenoble]
  - Brigata "Saluzzo" (Saluzzo, 1815-1821)
  - Brigata di Pinerolo (Genova, 1821-1831)
  - 1º Reggimento (Brigata "Pinerolo") (Torino, Cuneo, Alessandria, 1831-1839)
  - 13º RF (Brigata "Pinerolo") (Alessandria, Novara, Genova, Chambery, Nizza, Milano, sedi varie, 1839-1871) [1848-1849, Prima guerra d'Indipendenza; 1855-1856, Crimea; 1859, Lombardia; 1866, Veneto]
  - 13º RF "Pinerolo" (Brescia, Verona, Perugia, 1871-1881)
  - 13º RF (Brigata "Pinerolo") (Monteleone di Calabria, Genova, Ascoli Piceno, Caserta, Casagiove, Torino, Trapani, Padova, L'Aquila, 1881-1926) [1887-1888, Eritrea; 1915-1918, Cima Echar, Costalunga, M. Val Bella]
  - 13º RF "Pinerolo" (L'Aquila, 1926-1943) (Motto: Sempre più avanti, sempre più in alto) [1935-1936, Etiopia; 1940-1943, Francia, Grecia]
  -  13º Reggimento fanteria "Pinerolo" (Barletta, 1952-1990) (Motto: Sempre più avanti, sempre più in alto)
- 2º Reggimento (Brigata "Pinerolo") (1839)
  - 14º RF (Brigata "Pinerolo") (1839-1871) [1848-1849, Prima guerra d'Indipendenza; 1855-1856, Crimea; 1859, Lombardia; 1866,  Veneto]
  - 14º RF "Pinerolo" (1871-1881)
  - 14º RF (Brigata "Pinerolo") (1881-1926) [1915-1918, Cima Echar, Costalunga, M. Valbella]
  -  14º RF "Pinerolo" (1926-1943) (Motto: Sempre più avanti, sempre più in alto) [1935-1936, Etiopia; 1940-1943, Francia, Grecia]
  - 14º Reggimento fanteria "Pinerolo" (?-1955) (Motto: Sempre più avanti, sempre più in alto)
- Reggimento "Sarzana" (1815-18..)
  - Reggimento di Genova (18..-18..)
  - Brigata "Genova" (18..-1821)
  - Brigata di Savona (1821-1831)
  - 1º Reggimento (Brigata "Savona") (1831-1839)
  - 15º RF (Brigata "Savona") (1839-1871) [1848-1849, Prima guerra d'Indipendenza; 1855-1856, Crimea; 1859, Lombardia; 1860-1861, Marche, Umbria, Italia meridionale; 1866, Veneto; 1870, Unità d'Italia]
  - 15º RF "Savona" (1871-1881)
  - 15º RF (Brigata "Savona") (1881-1926) [1887, Eritrea; 1915-1918, Redipuglia, Sei Busi, Durazzo, Malakastra]
  - 15º Reggimento fanteria "Savona" (1926-1943) (Motto: Ex adversis rebus fortior resurgo) [1940-1943, Africa Settentrionale]
- 2º Reggimento (Brigata "Savona") (1839)
  - 16º RF (Brigata "Savona") (1839-1871) [1848-1849, Prima guerra d'Indipendenza; 1855-1856, Crimea; 1859, Lombardia; 1860-1861, Marche, Umbria, Italia meridionale; 1866, Veneto; 1870, Unità d'Italia]
  - 16º RF "Savona" (1871-1881)
  - 16º RF (Brigata "Savona") (1881-1926) [1915-1918, Redipuglia, Sei Busi, Durazzo, Malakastra]
  - 16º RF "Savona" (1926-1943) (Motto: Pronti ad ogni battaglia) [1935-1936, Etiopia; 1940-1943, Africa Settentrionale]
  -  16º Battaglione fanteria "Savona" (Savona, 1974-1991) (Motto: Pronti ad ogni battaglia)
- Reggimento "Desportes" (Evian, Verrua Savoia, sedi varie, 1703-1739) [1704-1712, Guerra di Successione di Spagna; 1733-1735, Guerra di Successione di Polonia]
  - Reggimento "Audibert" (Alessandria, Tortona, Cuneo, Fossano, Casale Monferrato, 1739-1746) [1742-1746, Guerra di Successione d'Austria]
  - Reggimento "Monfort" (Casale Monferrato, Cherasco, 1746-1769) [1746-1748, Guerra di Successione d'Austria]
  - Reggimento "De Sury" (1769-1774)
  - Reggimento del Chiablese (1774-1794) [1792-1794, Piemonte]
  - Reggimento nazionale (1794-1796) [1794-1796, Piemonte]
  - Reggimento di Alessandria (1796-1798)
  - 2ª Mezza Brigata di linea nazione piemontese (1798-1814) [1799, Lombardia; 1800, Grenoble]
  - Reggimento di Alessandria (Torino, 1814-1815)
  - Brigata di Alessandria (1814-1821)
  - Brigata di Acqui (Genova, Torino, Novara, Alessandria, 1821-1831)
  - 1º Reggimento (Brigata "Acqui") (Nizza, Genova, Alessandria, 1831-1839)
  - 17º RF (Brigata "Acqui") (Torino, Cuneo, Chiavari, Bologna, Catanzaro, sedi varie, 1839-1871) [1848-1849, Prima guerra d'Indipendenza; 1855-1856, Crimea; 1859, Lombardia; 1860-1861, Marche, Umbria, Italia meridionale; 1866, Veneto]
  - 17º RF "Acqui" (Milano, Parma, Foggia, Forlì, Verona, 1871-1881)
  - 17º RF (Brigata "Acqui") (Verona, Girgenti, Salerno, Udine, Rovereto, sedi varie, 1881-1926) [1915-1918, Carso, Asiago, Sei Busi, Melette]
  - 17º RF "Acqui" (Gradisca, Cormons, Silandro, 1926-1943) (Motto: Avanti Savoia!) [1940-1943, Grecia, Cefalonia]
  - 17º RF "Acqui" (Roma, Sulmona, 1948-1975) (Motto: Aquensem legionem time)
  - 17º BF "San Martino" (Sulmona, 1975-1990)
  - 17º BFN "San Martino" (Sora, 1991)
  - 17º BFM "San Martino" (Sora, 1991-1992)
  -  17º Reggimento addestramento volontari "Acqui" (Sora, 1992-oggi) (Motto: Aquensem legionem time)
- 2º Reggimento (Brigata "Acqui") (1839)
  - 18º RF (Brigata "Acqui") (1839-1871) [1848-1849, Prima guerra d'Indipendenza; 1855-1856, Crimea; 1859, Lombardia; 1866, Veneto]
  - 18º RF "Acqui" (1871-1881)
  - 18º RF (Brigata "Acqui") (1881-1926) [1887-1888, Eritrea; 1911-1912, Guerra italo-turca; 1915-1918, Carso, Vermegliano, Sei Busi]
  -  18º Reggimento fanteria "Acqui" (1926-1943) (Motto: Aquensem legionem time) [1940-1943, Grecia, Corfù, Cefalonia]

### Reggimenti costituiti tra la Prima guerra d'Indipendenza (1848) e la Prima guerra mondiale (1914)

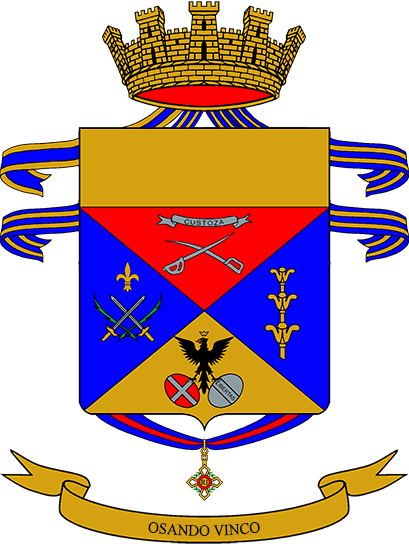
Stemma del 66º Reggimento fanteria "Trieste"

- 19º Reggimento Divisione "Lombarda" (1848-18..) [1848-1849, Prima guerra d'Indipendenza]
  - 19º RF (Brigata "Brescia") (1859-1871) [1866, Veneto; 1870, Presa di Roma]
  - 19º RF "Brescia" (1871-1881)
  - 19º RF (Brigata "Brescia") (1881-1926) [1915-1918, San Michele, Bosco Cappuccio, Francia, Bligny, Aisne]
  - 19º RF "Brescia" (Catanzaro, 1926-1935)
  - 19º RF "Sila" (1935-1939) [1935-1936, Etiopia]
  -  19º Reggimento fanteria "Brescia" (1939-1942) (Motto: Superarsi e vincere) [1935-1936, Etiopia; 1940-1942, Africa settentrionale, El Alamein]
- 20º Reggimento Divisione "Lombarda" (1848-18..) [1848-1849, Prima guerra d'Indipendenza]
  - 20º RF (Brigata "Brescia") (1859-1871) [1866, Veneto; 1870, Presa di Roma]
  - 20º RF "Brescia" (1871-1881)
  - 20º RF (Brigata "Brescia") (1881-1926) [1887, Eritrea; 1911-1912, Guerra italo-turca; 1915-1918, San Michele, Francia, Bligny, Aisne]
  - 20º RF "Brescia" (1926-1935) (Motto: Ut Brixia leones)
  - 20º RF "Sila" (1935-1939) [1935-1936, Etiopia]
  -  20º Reggimento fanteria "Brescia" (1939-1991) (Motto: Ut Brixia leones) [1940-1943, Africa settentrionale]
- 21º Reggimento Divisione "Lombarda" (1848-18..) [1848-1849, Prima guerra d'Indipendenza]
  - 21º RF (San Germano, 1848-1849)
  - 21º RF (Brigata "Cremona") (Brescia, Perugia, Napoli, Potenza, Milano, Livorno, 1859-1871) [1866, Veneto]
  - 21º RF "Cremona" (Reggio Calabria, Brescia, Alessandria, 1871-1881)
  - 21º RF (Brigata "Cremona") (Alessandria, Fano, Milano, Catania, Piacenza, Cremona, Perugia, Monteleone Calabro, Spezia, 1881-1926) [1887-1888, Eritrea; 1913, Libia; 1915-1918, Jamiano, Monfalcone, Carso, Doberdò]
  - 21º RF "Cremona" (Spezia, Asti, 1926-1975) (Motto: Ad aurum per ignem) [1940-1943, Sardegna, Corsica, Italia]
  - 21º BFN "Alfonsine" (Alessandria, 1975-1991)
  - 21º BFM "Alfonsine" (Alessandria, 1991-1992)
  -  21º Reggimento fanteria "Cremona" (Alessandria, 1992-2003) (Motto: Fortitudo mea in brachio)
- 22º Reggimento Divisione "Lombarda" (1848) [1849, Prima guerra d'Indipendenza]
  - 22º RF (1848-1849)
  - 22º RF (Brigata "Cremona") (1859-1871) [1866, Veneto]
  - 22º RF "Cremona" (1871-1881)
  - 22º RF (Brigata "Cremona") (1881-1926) (Motto: Signis fata subdemus nostris) [1911-1912, Guerra italo-turca; 1913, Libia; 1915-1918, Jamiano, Monfalcone, Carso, Doberdò]
  - 22º RF "Cremona" (1926-1969) (Motto: Signis fata subdemus nostris) [1940-1943, Sardegna, Corsica, Italia]
  - 22º RFC "Cremona" (1969-1975) (Motto: Ad aurum per ignem)
  -  22º Battaglione fanteria "Primaro" (Cuneo, 1975-1990) (Motto: All'ombra delle bandiere è il nostro destino)
- 23º RF (1848-1849) [1849, Prima guerra d'Indipendenza]
  - 23º RF (Brigata "Como") (Alessandria, Parma, Bologna, Jesi, Bari, Barletta, Verona, 1859-1871) [1860-1861, Marche, Umbria, Italia meridionale; 1866, Veneto]
  - 23º RF "Como" (Verona, Treviso, Palermo, 1871-1881)
  - 23º RF (Brigata "Como") (Novara, Milano, Reggio Calabria, Monteleone Calabro, Napoli, Pisa, Torino, Trapani, Novara, Gradisca, Gorizia, 1881-1926) [1911-1912, Guerra italo-turca; 1915-1918, S. Lucia del Piave, Cadore, M. Grappa]
  - 23º RF "Como" (Gorizia, 1926-1939) (Motto: In prospera fortuna fortis, in adversa mirabilis)
  - 23º RF "Isonzo" (Gorizia, 1939-1943) [1941-1943, Jugoslavia]
  - 23º BF "Como" (Como, 1975-1991)
  -  23º Battaglione fanteria "Como" (1992-1996) (Motto: Forte nella prospera, mirabile nell'avversa fortuna)
- 24º RF (1848-1849)
  - 24º RF (Brigata "Como") (1859-1871) [1860-1861, Marche, Umbria, Italia meridionale; 1866, Veneto]
  - 24º RF "Como" (1871-1881)
  - 24º RF (Brigata "Como") (1881-1926) [1911-1912, Guerra italo-turca; 1915-1918, S. Lucia del Piave, Cadore, M. Grappa]
  -  24º RF "Como" (1926-1939) (Motto: Virtute duce, comite gloria)
  - 24º Reggimento fanteria "Como" (1939-1943) (Motto: Mi è di guida il valore, compagna la gloria) [1941-1943, Jugoslavia]
- 25º RF (Brigata "Bergamo") (1859-1871)
  - 25º RF "Bergamo" (1871-1881)
  - 25º RF (Brigata "Bergamo") (1881-1926) [1911-1912, Guerra italo-turca; 1915-1918, S. Lucia del Piave, S. Maria, Pozzuolo del Friuli, Raccogliano; 1919, Libia]
  - 25º Reggimento fanteria "Bergamo" (1926-1943) (Motto: Nel dovere, la gloria) [1941-1943, Jugoslavia]
- 26º RF (Brigata "Bergamo") (Alessandria, Reggio Emilia, Bologna, Spoleto, L'Aquila, Ancona, Parma, Lucca, Perugia, Foggia, Chieti, 1859-1871) [1860-1861, Marche, Umbria, Italia meridionale; 1866, Veneto]
  - 26º RF "Bergamo" (Foggia, Chieti, Napoli, Rossano, Monteleone Calabro, Torino, 1871-1881)
  - 26º RF (Brigata "Bergamo") (Torino, Cagliari, Genova, Savona, Udine, Spezia, Torino, Piacenza, Istria, Fiume, 1881-1926) [1911-1912, Guerra italo-turca; 1915-1918, S. Lucia del Piave, S. Maria, Pozzuolo del Friuli, Raccogliano; 1919, Libia]
  - 26º RF "Bergamo" (Fiume, 1926-1943) (Motto: Accumulammo i morti per salire) [1941-1943, Jugoslavia]
  - 26º BF "Bergamo" (Diano Castello, 1975-1993)
  -  26º Reggimento fanteria "Bergamo" (1993-1999) (Motto: Più aspra l'impresa più forte l'ardore)
- 27º RF (Brigata "Pavia") (1860-1871) (Motto: Ardeam dum luceam) [1860-1861, Marche, Umbria, Italia meridionale; 1866, Veneto; 1870, Presa di Roma]
  - 27º RF "Pavia" (1871-1881)
  - 27º RF (Brigata "Pavia") (1881-1926) [1887-1888, Eritrea; 1915-1918, Podgora, Sabotino, Oslavia, Gorizia]
  -  27º Reggimento fanteria "Pavia" (1926-1942) (Motto: Ardeam dum luceam) [1940-1942, Africa settentrionale, El Alamein]
- 28º RF (Brigata "Pavia") (Parma, Piacenza, Modena, Reggio Emilia, Napoli, Caserta, Rieti, 1860-1871) (Motto: Ardeam dum luceam) [1866, Veneto; 1870,Presa di Roma]
  - 28º RF "Pavia" (Padova, Nocera Inferiore, Siena, Livorno, Trapani, 1871-1881)
  - 28º RF (Brigata "Pavia") (Trapani, Piacenza, L'Aquila, Bologna, Treviso, Girgenti, Firenze, Ravenna, 1881-1926) [1915-1918, Podgora, M. Sabotino, Oslavia, Gorizia]
  - 28º RF "Pavia" (Ravenna, Tripolitania, 1926-1942) (Motto: Ardeam dum luceam) [1940-1942, Africa settentrionale]
  - 28º RF "Pavia" (CAR) (Pesaro, 1958-1975)
  - 28º BF "Pavia" (Pesaro, 1975-1991)
  - 28º RF "Pavia" (Pesaro, 1991-1993)
  -  28º Reggimento "Pavia" (Pesaro, 1993-oggi) (Motto: Ardeam dum luceam)
- 1º Reggimento di linea del Governo provvisorio della Toscana (1859)
  - 29º Reggimento fanteria "Pisa" (1859-Sicilia 1943) (Motto: Pristina gloria lumen) [1859, Lombardia; 1866, Veneto; 1915-1918, M. S. Martino, Loquizza, Isonzo]
  -  29º Reggimento fanteria "Assietta" (Potenza, 1919-1929; Asti, 1929-1943) [1940-1943, Francia, Jugoslavia, Sicilia]
- 2º Reggimento di linea del Governo provvisorio della Toscana (1859)
  -  30º Reggimento fanteria "Pisa" (1859-Verona, 1991) (Motto: Non proelia sed victorias numero) [1859, Lombardia; 1866, Veneto; 1911-1912, Guerra italo-turca; 1915-1918, M. S. Martino, Sernaglia]
  - 30º Reggimento fanteria "Assietta" (Nocera Inferiore, 1919-1930; Tortona, 1930-1943) [1940-1943, Francia, Jugoslavia, Sicilia]
- 3º Reggimento di linea del Governo provvisorio della Toscana (1859)
  -  31º Reggimento fanteria "Siena" (1859-Creta 1943) (Motto: Osare sempre) [1859, Lombardia; 1866, Veneto; 1887-1888, Eritrea; 1915-1918, Col del Bosco, Col della Berretta] (Napoli, 1920-1943) [1940-1943, Francia, Grecia, Creta]
- 4º Reggimento di linea del Governo provvisorio della Toscana (1859)
  - 32º Reggimento fanteria "Siena" (Lucca, 1859-Creta, 1943) (Motto: Sempre e dovunque forte e fedele) (Napoli, 1920-1926; Caserta, 1939-1943) [1940-1943, Francia, Grecia, Creta]
- 5º Reggimento di linea del Governo provvisorio della Toscana (1859)
  -  33º Reggimento fanteria "Livorno" (1859-1943) (Motto: Col sacrificio la gloria) [1859, Lombardia; 1866, Veneto; 1887-1888, Eritrea; 1903-1904, Cina; 1915-1918, Bainsizza; 1919-1920, Mediterraneo orientale] (Cuneo, 1920-1943) [1940-1943, Francia, Sicilia]
  -  33º Battaglione fanteria d'arresto "Ardenza" (Fogliano di Redipuglia, 1976-1991) (Motto: Col sacrificio la gloria)
- 6º Reggimento di linea del Governo provvisorio della Toscana (1859)
  -  34º Reggimento fanteria "Livorno" (1859 - Piemonte, 1943) (Motto: Tenacia e valore) [1866, Veneto; 1911-1912, Guerra italo-turca; 1915-1918, Oslavia, M. Sabotino, M. Santo; 1919-1920, Mediterraneo orientale] (Fossano, 1920-1943) [1940-1943, Francia, Sicilia]
- Reggimento granatieri del Governo provvisorio della Toscana (1859)
  - 7º Reggimento di linea del Governo provvisorio della Toscana (1859)
  -  35º Reggimento fanteria "Pistoia" (Livorno, 1859 - Tunisia, 1943) (Motto: Usque ad mortem audebo) [1859, Lombardia; 1860-1861, Marche, Umbria, Italia meridionale; 1866, Veneto; 1870, Presa di Roma; 1887-1888, Eritrea; 1911-1912, Guerra italo-turca; 1915-1918, Podgora]; (Bologna, 1919-1943) [1940-1943, Africa settentrionale, Mareth, Takrouna]
- 8º Reggimento di linea del Governo provvisorio della Toscana (1859)
  - 36º Reggimento fanteria "Pistoia" (Firenze, 1860 - Tunisia, 1943) (Motto: Adsum vinco) [1859, Lombardia; 1860-1861, Marche, Umbria, Italia meridionale; 1866, Veneto; 1915-1918, M. Cengio]; (Modena, 1920-1943) [1940-1943, Africa settentrionale]
- 1º Reggimento del II Corpo d'armata dell'Italia centrale (1859)
  - 19º Reggimento della XI Brigata ("Ravenna") (1859)
  -  37º Reggimento fanteria "Ravenna" (Arezzo, 1859 - Bologna, 1991) (Motto: Celerrimo ictu, impavida fide) [1859, Lombardia; 1866, Veneto; 1887-1888, Eritrea; 1911-1912, Guerra italo-turca; 1915-1918, Plava, M. Sabotino, Zagora, Bainsizza, M. Solarolo, Piave);(Alessandria, 1920-1943) [1942-1943, Russia]
- 2º Reggimento del II Corpo d'armata dell'Italia centrale (1859)
  - 20º Reggimento della XI Brigata ("Ravenna") (1859-1860)
  -  38º Reggimento fanteria "Ravenna" (Arezzo, 1860 - Siena, 1943) (Motto: Fortes creantur fortibus) [1859, Lombardia; 1866, Veneto; 1915-1918, Plava, Zagora, Asiago, M. Valderoa, Col dell'Orso]; (Alba, 1923-1939;  Tortona, 1939-1943) [1942-1943, Russia]
- 21º Reggimento della XII Brigata (Bologna) (1859-1860)
  -  39º Reggimento fanteria "Bologna" (Torino, 1860 - El Alamein, 1942) (Motto: Audace e tenace) [1860-1861, Marche, Umbria, Italia meridionale; 1866, Veneto; 1870, Presa di Roma; 1915-1918, Carso] (Napoli, 1920-1926; Salerno, 1934-1942) [1940-1943, Africa settentrionale]
- 22º Reggimento della XII Brigata ("Bologna") (1859-1860)
  - 40º RF (Brigata "Bologna") (Torino, 1860-1871) (Motto: Cave adsum poi Senza sosta verso la gloria) [1860-1861 Marche, Umbria, Italia meridionale; 1866, Veneto; 1870, Presa di Roma]
  - 40º RF "Bologna" (Roma, Napoli, 1871-1942) [1911-1912, Guerra italo-turca; 1915-1918, Castelnuovo; 1940-1943, Africa settentrionale]
  -  40º Reggimento fanteria "Bologna" (Modena, Bologna, 1947-1991)
- 1º Reggimento "Cacciatori della Magra" (Parma, 1859)
  - 1º Reggimento cacciatori (Brigata "Modena") (Parma, 1859-1860) [1859, Lombardia]
  - 41º RF (Brigata "Modena") (Rimini, Teramo, Bologna, Alessandria, Piacenza, Verona, 1860-1871) [1866, Veneto; 1870, Presa di Roma]
  - 41º RF "Modena" (Nocera Inferiore, Salerno, Vercelli, Milano, Messina, 1871-1881)
  - 41º RF (Brigata "Modena") (Messina, Teramo, Pescara, Napoli, sedi varie, Savona, 1881-1926) [1887, Eritrea; 1900-1901, Cina; 1915-1918, M. Pertica, Cengio]
  - 41º RF "Modena" (Motto: Per guida l'onore, per meta la gloria) (Savona, 1909-1926; Imperia, 1926-1943) [1940-1943, Francia, Grecia]
  - 41º BFM "Modena" (Villa Vicentina, Gradisca d'Isonzo, 1975-1992)
  -  41º Reggimento fanteria "Modena" (Gradisca d'Isonzo, 1992-1995) (Motto: Per guida l'onore, per meta la gloria)
- 2º Reggimento cacciatori (Brigata "Modena") (1859-1860) [1859, Lombardia]
  - 42º RF (Brigata "Modena") (1860-1871) [1866, Veneto; 1870,Presa di Roma]
  - 42º RF "Modena" (1871-1881)
  - 42º RF (Brigata "Modena") (1881-1926) [1915-1918, Fiera di Primiero]
  -  42º Reggimento fanteria "Modena" (Sanremo, 1926-1943) (Motto: Detrudere finibus hostem) [1935-1936, Etiopia; 1940-1943, Francia, Grecia]
- 3º Reggimento del II Corpo d'armata dell'Italia centrale (1859)
  - 23º Reggimento della XIII Brigata ("Forlì") (1859-1860)
  -  43º Reggimento fanteria "Forlì" (1860 Firenze - 1943 Atene) (Motto: Ubicumque fidelis et firmus) [1859, Lombardia; 1866, Veneto; 1887-1888, Eritrea; 1900-1901, Cina; 1911-1912, Guerra italo-turca; 1915-1918, M. Lemerle] (Genova, 1930-1938; Alba, 1938-1943) [1940-1943, Francia, Grecia]
- 4º Reggimento del II Corpo d'armata dell'Italia centrale (1859)
  - 24º Reggimento della XIII Brigata ("Forlì") (1859-1860)
  - 44º Reggimento fanteria "Forlì" (1859 Firenze - 1943 Grecia) (Motto: Salvo il vessillo, fulgida la vittoria) [1859, Lombardia; 1866, Veneto; 1915-1918, M. Santo]; (Saluzzo, 1930-1943) [1940-1943, Francia, Grecia]
- 3º RF volontari modenesi (Modena, Reggio Emilia, Mirandola, 1859)
  - 45º RF (Brigata "Reggio") (Carpi, Alessandria, Novara, Torino, Isernia, Chieti, Ancona, Verona, Perugia, Terni, Siena, 1860-1871) [1866, Veneto; 1870, Presa di Roma]
  - 45º RF "Reggio" (Firenze, Trapani, Bologna, Foggia, 1871-1881)
  - 45º RF (Brigata "Reggio") (Foggia, Bergamo, Messina, Peschiera, Verona, Vercelli, Lecce, Napoli, Sassari, 1881-1926) [1915-1918, M. Valderoa]
  - 45º RF "Reggio" (Sassari, Iglesias, Catania, 1926-1944) (Motto: Con fede ed in silenzio) [1940-1943, Sardegna]
  - 45º Reggimento sicurezza interna "Sabauda" (Catania, 1944-1946)
  - 45º RF "Reggio" (Catania, 1946-1955)
  - 45º BF "Arborea" (Macomer, 1977-1993)
  -  45º Reggimento fanteria "Reggio" (Macomer, 1993-2003) (Motto: Con fede ed in silenzio)
- 4º RF volontari modenesi (1859)
  - 46º RF (Brigata "Reggio") (1860-1871) [1866, Veneto; 1870, Presa di Roma]
  - 46º RF "Reggio" (1871-1881)
  - 46º RF (Brigata "Reggio") (1881-1926) [1915-1918, M. Valderoa]
  - 46º RF "Reggio" (Cagliari, 1909-1945) (Motto: Compi il dovere e taci) [1935-1936, Etiopia; 1940-1943, Sardegna]
  - 46º Reggimento sicurezza interna "Sabauda" (1944-1946)
  -  46º Reggimento fanteria "Reggio" (Roma, Sulmona, Palermo, 1946-1978) (Motto: Tenacia e fermezza nel dovere)
- 25º RF (Brigata "Ferrara") (Bologna, 1859-1860)
  - 47º RF (Brigata "Ferrara") (Novara, Alessandria, Termini Imerese, Palermo, Genova, Piacenza, Livorno, Milano, Cagliari, 1860-1871) [1866, Veneto]
  - 47º RF "Ferrara" (Genova, Peschiera, Messina, Milano, Udine, 1871-1881)
  - 47º RF (Brigata "Ferrara") (Genova, Fano, Sassari, Salerno, Bergamo, Milano, Messina, Roma, Lecce, 1881-1926) [1887-1888, Eritrea; 1915-1918, Gorizia, Bainsizza, Piave]
  - 47º RF "Ferrara" (Lecce, 1926-1943) (Motto: Fede e valore) [1940-1943, Grecia, Jugoslavia]
  - 47º BF "Salento" (Barletta, 1977-1992)
  - 47º Battaglione "Salento" (Barletta, 1992-1997)
  -  47º Reggimento addestramento volontari "Ferrara" (Barletta, Capua, 1997-2015) (Motto: Fede e valore)
- 26º RF (Brigata "Ferrara") (1859-1860)
  - 48º RF (Brigata "Ferrara") (1860-1871) [1866, Veneto]
  - 48º RF "Ferrara" (1871-1881)
  - 48º RF (Brigata "Ferrara") (1881-1926) [1915-1918, Gorizia, Bainsizza, Piave]
  - 48º RF "Ferrara" (1926-1943) (Motto: Fede e valore) [1940-1943, Grecia, Jugoslavia]
  -  48º Battaglione fanteria "Ferrara" (Bari, 1958-1991) (Motto: Fede e valore)
- 5º RF provincie emiliane (1859-1860)
  -  49º Reggimento fanteria "Parma" (1860 - Grecia 1943) (Motto: Fu scudo il petto alle nemiche lance) [1860-1861, Marche, Umbria, Italia meridionale; 1866, Veneto; 1887-1888, Eritrea; 1915-1918, Col di Lana, Carso, Caldonazzo]
- 6º RF provincie emiliane (1859-1860)
  -  50º Reggimento fanteria "Parma" (1860 - Albania, 1943) (Motto: Per aspera ad astra) [1860-1861, Marche, Umbria, Italia meridionale; 1866, Veneto; 1910-1911, Guerra italo-turca; 1915-1918, Tagliamento; 1940-1943, Grecia, Jugoslavia]
- 1º RF (Brigata "Cacciatori delle Alpi") (1859-1860) [1859, Lombardia]
  - 51º RF (Brigata "delle Alpi") (1860-1871) [1866, Veneto]
  - 51º RF "Alpi" (1871-1881)
  - 51º RF (Brigata "Alpi") (1881-1926) [1915-1918, Marmolada, Col di Lana, M. Grappa, Francia, Aisne]
  -  51º Reggimento fanteria "Alpi" (1926-1943) (Motto: Obbedisco) [1943, Jugoslavia]
- 2º RF (Brigata "Cacciatori delle Alpi") (1859-1860) [1859, Lombardia]
  - 52º RF (Brigata "delle Alpi") (Alessandria, Palermo, Livorno, Pistoia, Rieti, Genova, Bologna, Perugia, Spoleto, Lucca, Gaeta, 1860-1871) [1866, Veneto]
  - 52º RF "Alpi" (Gaeta, Ancona, Perugia, Roma, Civitavecchia, Cagliari, 1871-1881)
  - 52º RF (Brigata "Alpi") (Cagliari, Brescia, Catania, Verona, peschiera, Mantova, Viterbo, Reggio Calabria, Spoleto, 1881-1926) [1911-1912, Guerra italo-turca; 1915-1918, Marmolada, Fedaia, Vidor, Francia, Aisne]
  -  52º RF "Alpi" (Spoleto, Terni, 1926-1943) (Motto: Obbedisco) [1943, Jugoslavia]
  - 52º RF "Alpi" (CAR) (Cuneo, Fossano, 1958-1964)
  - 52º RFO "Alpi" (Tarcento, 1964-1976)
  - 52º BFO "Alpi" (Attimis, Cividale, 1976-1993)
  -  52º Battaglione fanteria "Alpi" (Portogruaro, 1993-1996) (Motto: Obbedisco)
- 53º RF (Brigata "Umbria") (Palermo, 1861-1871) [1866, Veneto; 1915-1918, M. Piana; 1942-1943, Russia, Don]
  - 53º RF "Umbria" (Palermo, Perugia, Genova, Cagliari, Vercelli, 1871-1939) (Motto: Sento in cuore l'antica patria)
  - 53º RF "Sforzesca" (Ivrea, Biella, 1939 - Trieste, 1943) (Motto: Sento in cuore l'antica patria)
  - 53º RFO "Umbria" (Jalmicco, 1963-1976)
  -  53º Battaglione fanteria d'arresto "Umbria" (Pavia di Udine, 1976-1993) (Motto: Sento in cuor l'antica patria)
- 54º RF (Brigata "Umbria") (1861-1871) (Motto: In impetu victoria) [1866, Veneto; 1915-1918, M. Piana; 1942-1943, Russia, Don]
  -  54º RF "Umbria" (1871-1939)
  - 54º Reggimento fanteria "Sforzesca" (1939-1943) (Motto: In impetu victoria)
- 55º Reggimento fanteria "Marche" (1861 - Ragusa di Dalmazia, 1943) (Motto: Virtus ac fides) [1866, Veneto; 1915-1918, M. Sabotino; 1941-1943, Jugoslavia]
- 56º Reggimento fanteria "Marche" (1861 - Ragusa di Dalmazia, 1943) (Motto: Memento audere semper) [1866, Veneto; 1915-1918, M. Sabotino; 1941-1943, Jugoslavia]
- 57º RF (Brigata "Abruzzi") (Milano, Cremona, Catania, Catanzaro, Napoli, Perugia, Codogno, Girgenti, Palermo, Pisa, Roma, 1861-1871) [1866, Veneto; 1870, Unità d'Italia]
  - 57º RF "Abruzzi" (Milano, Gaeta, Livorno, Genova, Ivrea, 1871-1881)
  - 57º RF (Brigata "Abruzzi") (Ivrea, Bari, Siena, palermo, Girgenti, Milano, Gaeta, Sassari, Padova, Treviso, Vicenza, 1881-1926) [1911-1912, Guerra italo-turca; 1915-1918, Oslavia, Gorizia]
  - 57º RF "Abruzzi" (Vicenza, 1926-1939) (Motto: Vexillum rex gestas testatur)
  - 57º RF "Piave" (Vicenza, 1939-1943)  [1943, Roma]
  - 57º BFN "Abruzzi" (Sora, 1975-1991)
  - 57º BF "Abruzzi" (Sulmona, 1991-1992)
  -  57º Battaglione "Abruzzi" (Sulmona, 1992-oggi) (Motto: Nella bandiera è la mia gloria)
- 58º RF (Brigata "Abruzzi") (1861-1871) [1866, Veneto; 1870, Unità d'Italia]
  - 58º RF "Abruzzi" (1871-1881)
  - 58º RF (Brigata "Abruzzi") (1881-1926) [1915-1918, Oslavia, Gorizia]
  -  58º RF "Abruzzi" (1926-1939) (Motto: Ex impetu gloria)
  - 58º Reggimento fanteria "Piave" (1939-1943) [1943, Roma]
- 59º RF (Brigata "Calabria") (Modena, Parma, Capua, Napoli, Palermo, Trapani, Torino, 1861-1871) [1866, Veneto]
  - 59º RF "Calabria" (Torino, Civitavecchia, Mantova, Chieti, Livorno, 1871-1881)
  - 59º RF (Brigata "Calabria") (Livorno, Ivrea, Novara, Reggio Calabria, Spoleto, Udine, Torino, Viterbo, 1881-1926) [1915-1918, Col di Lana]
  - 59º RF "Calabria" (Iglesias, Sassari, 1935-1944) (Motto: Acriter in hostes) [1940-1945, Sardegna]
  - 59º Reggimento sicurezza interna (Sassari, Cagliari, 1944-1946)
  -  59º Reggimento fanteria "Calabria" (Motto: Acriter in hostes) (Cagliari, Perugia, Palmanova, Cividale, 1946-1991)
- 60º RF (Brigata "Calabria") (Modena, Parma, Capua, Napoli, Palermo, Trapani, Torino, 1861-1871) [1866, Veneto]
  - 60º RF "Calabria" (Torino, Civitavecchia, Mantova, Chieti, Livorno, 1871-1881)
  - 60º RF (Brigata "Calabria") (Livorno, Ivrea, Novara, Reggio Calabria, Spoleto, Udine, Torino, Viterbo, 1881-1926) [1911-1912, Guerra italo-turca; 1915-1918, M. Tomba]
  - 60º RF "Calabria" (Iglesias, Sassari, 1935-1944) (Motto: Forte come la morte) [1935-1936, Etiopia; 1940-1945, Sardegna]
  - 60º Reggimento sicurezza interna "Calabria" (Sassari, 1944-1946)
  - 60º RF "Calabria" (Iglesias, Sassari, 1946-1958)
  - 60º RF "Calabria" (CAR) (Trapani, 1958-1974)
  - BF "Calabria" (Trapani, 1975)
  - 60º BF "Col di Lana" (Trapani, 1975-1991)
  - 60º RF "Col di Lana" (Trapani, 1991-1992)
  -  60º Battaglione fanteria "Col di Lana" (Trapani, 1992-2005) (Motto: Con fede oltre la gloria)
- 61º RF (Brigata "Sicilia") (1861-1871) [1866, Veneto; 1870, Unità d'Italia]
  - 61º RF "Sicilia" (1871-1881)
  - 61º RF (Brigata "Sicilia") (1881-1926) [1915-1918, Cima Palone, Albania, Macedonia, Bulgaria]
  - 61º RF "Sicilia" (1926-1936) (Motto: Finché rimanga un sol uomo)
  - 61º RFN "Sicilia" (1936-1939) (Motto: Finché rimanga un sol uomo)
  -  61º Reggimento fanteria "Sicilia" (1939-1942) [1941-1943, Africa settentrionale]
- 62º RF (Brigata "Sicilia") (Napoli, Potenza, Pavia, Cremona, Reggio Emilia, Gaeta, Roma, 1861-1871) [1866, Veneto; 1870, Unità d'Italia]
  - 62º RF "Sicilia" (Roma, Velletri, Salerno, Palermo, 1871-1881)
  - 62º RF (Brigata "Sicilia") (Palermo, Alba, Torino, Palermo, Padova, Rimini, Parma, 1881-1926) [1915-1918, Passo Buole, Albania, Macedonia, Bulgaria]
  - 62º RF "Sicilia" (Parma, 1926-1936) (Motto: Virtute supero)
  - 62º RFM "Sicilia" (Trento, 1936-1939)(Motto: Virtute supero)
  - 62º RFN "Trento" (Trento, 1939-1942) (Motto: Virtute supero) [1941-1943, Africa settentrionale]
  - 62º Battaglione motorizzato "Sicilia" (Catania, 1975-1992) (Motto: Virtute supero)
  - 62º Battaglione meccanizzato "Sicilia" (Catania, 1992) (Motto: Virtute supero)
  -  62º Reggimento fanteria "Sicilia" (Catania, 1992-oggi) (Motto: Virtute supero)
- 63º RF (Brigata "Cagliari") (Vercelli, 1862-1871) (Motto: Procedere, non recedere) [1866, Veneto; 1887-1888, Eritrea; 1911-1912, Guerra italo-turca; 1915-1918, Carso, Albania, Macedonia, Bulgaria; 1935-1936, Etiopia; 1940-1943, Francia, Grecia]
  - 63º RF "Cagliari" (1871-1943)
  -  63º Battaglione fanteria d'arresto "Cagliari" (San Lorenzo Isontino, 1976 - Gorizia, 1991)
- 64º Reggimento fanteria "Cagliari" (1862 - Peloponneso, 1943) (Motto: Incrollabile fede, intrepidi cuori) [1915-1918, Carso, Albania, Macedonia, Bulgaria; 1940-1943, Francia, Grecia]
- 65º RF (Brigata "Valtellina") (1862-1871) [1866, Veneto]
  - 65º RF "Valtellina" (1871-1881)
  - 65º RF (Brigata "Valtellina") (1881-1926) [1887-1888, Eritrea; 1915-1918, Selo]
  - 65º RF "Valtellina" (1926-1937) (Motto: Aspera quaero)
  -  65º RFN "Valtellina" (1937-1939) (Motto: Aspera quaero)
  - 65º Reggimento fanteria "Trieste" (1939-1943) [1941-1943, Africa settentrionale]
- 66º RF (Brigata "Valtellina") (1862-1871) [1866, Veneto] (Motto: Mors victoria vitae)
  - 66º RF "Valtellina" (1871-1881)
  - 66º RF (Brigata "Valtellina") (1881-1926) [1915-1918, Selo]
  - 66º RF "Valtellina" (1926-1937) (Motto: Age tutis eris)
  - 66º RFN "Valtellina" (1937-1939) (Motto: Age tutus eris)
  - 66º RF "Trieste" (1939-1943) [1941-1943, Africa settentrionale]
  - 66º BFM "Valtellina" (1975-1993)
  -  66º Reggimento fanteria aeromobile "Trieste" (Forlì, 1993-oggi) (Motto: Osando vinco)
- 67º RF (Brigata "Palermo") (Torino, Genova, Siracusa, Catanzaro, Verona, Piacenza, 1862-1871) [1866, Veneto]
  - 67º RF "Palermo" (Piacenza, Salerno, Napoli, Chieti, 1871-1881)
  - 67º RF (Brigata "Palermo") (Chieti, Verona, Girgenti, Messina, Firenze, Treviso, Como, 1881-1926) [1887-1888, Eritrea; 1915-1918, M. S. Martino, M. Santo; 1918-1919, Albania, Macedonia; 1920, Russia, Murmansk]
  - 67º RF "Palermo" (Como, 1926-1939) (Motto: Ubi gloria, ibi sum)
  - 67º RF "Legnano" (Como, 1939-1943)
  - 67º RFN (1943-1946) [1944, Montelungo]
  - 67º RF "Legnano" (Legnano, Milano, Montorio Veronese, 1946-1975) (Motto: Ubi gloria, ibi sum)
  - 67º BFM "Montelungo" (Monza, Solbiate Olona, 1975-1992)
  -  67º Reggimento fanteria "Legnano" (Solbiate Olona, 1992-1995) (Motto: Ubi gloria, ibi sum)
- 68º RF (Brigata "Palermo") (Torino, Reggio Calabria, Piacenza, 1862-1871) [1866, Veneto]
  - 68º RF "Palermo" (Piacenza, Salerno, Napoli, 1871-1881)
  - 68º RF (Brigata "Palermo") (L'Aquila, Verona, Firenze, Milano, 1881-1926) [1911-1912, Guerra italo-turca; 1915-1918, M. S. Martino, M. Santo; 1918-1919, Albania, Macedonia]
  - 68º RF "Palermo" (Novara, 1926-1939) (Motto: Omnium virtutibus aemulare)
  - 68° RF "Legnano" (Legnano, Bergamo, 1939-1945) (Motto: Omnium virtutibus aemulare) (1945, Bologna, Brescia)
  -  68º Battaglione fanteria "Legnano" (Bergamo, 1975-1989) (Motto: Omnium virtutibus aemulare)
- 69º RF "Ancona" (Alessandria, 1862-1926) (Motto: Ardente e tenace) [1866, Veneto; 1900-1904, Cina; 1915-1918, Fajti hrib, M. Giove]
  - 128º RF "Ancona" (1935-1936)
  -  69º RF "Ancona" (1937 - Tobruk, 1941) [1940-1941, Libia]
  - 69º Reggimento fanteria "Sirte"
- 70º RF "Ancona" (Alessandria, 1862-1941) (Motto: In arduis rebus virtus) [1866, Veneto; 1915-1918, Asiago, Fossalta di Piave; 1935-1936, Etiopia]
  - 70º Reggimento fanteria "Sirte"
- 71º RF (Brigata "Puglia") (1862-1871) [1866, Veneto]
  - 71º RF "Puglia" (1871-1881)
  - 71º RF (Brigata "Puglia") (1881-1926) (Motto: Ad summum) [1915-1918, Oslavia; 1919-1920, Albania]
  -  71º Reggimento fanteria "Puglie" (1939-1943) (Motto: Ad summum) [1941-1943 Jugoslavia]
- 72º RF (Brigata "Puglia") (Milano, Bergamo, Piacenza, Cassino, Napoli, Salerno, sedi varie, 1862-1871)
  - 72º RF "Puglia" (Verona, Padova, Udine, Pescara, Bologna, 1871-1881)
  - 72º RF (Brigata "Puglia") (Bologna, Cuneo, Torino, Reggio Calabria, Alessandria, Mantova, Mestre, Ferrara, 1881-1926)
  - 72º RF "Puglia" (Vittorio Veneto, 1939-1943) (Motto: Victoria nobis vita) [1941-1943, Jugoslavia]
  - 72º BF "Puglie" (Albenga, 1977-1993) (Motto: Victoria Nobis Vita)
  -  72º Reggimento fanteria "Puglie" (Albenga, 1993-1999) (Motto: Victoria nobis vita)
- 3º RFG (Brigata "Granatieri di Lombardia") (1859-1871) [1860-1861, Marche, Umbria, Italia meridionale; 1866, Veneto; 1870, Unità d'Italia]
  - 73º Reggimento fanteria "Lombardia" (Salerno, Piacenza, Lecce, Spoleto, Novara, 1871-1943) (Motto: Acerrimus hostibus) [1915-1918, Boschini, Rubbia, Nad Logen; 1941-1943, Jugoslavia]
  - 73º RFO "Lombardia" (1963-1973)
  - LXXIII BFO (1973-1976)
  -  73º Battaglione fanteria d'arresto "Lombardia" (1976-1986) (Motto: Acerrimus hostibus)
- 4º RFG (Brigata "Granatieri di Lombardia") (1859-1871) [1860-1861, Marche, Umbria, Italia meridionale; 1866, Veneto; 1870, Unità d'Italia]
  -  74º Reggimento fanteria "Lombardia" (1871 - Croazia, 1943) (Motto: Sempre avanti ad ogni costo) [1915-1918, Boschini, Rubbia, Nad Logen; 1941-1943, Jugoslavia]
  - 74º Battaglione fanteria d'arresto "Pontida" (Latisana, ...-...)
- 5º RFG (Brigata "Granatieri di Napoli") (Livorno, Firenze, Napoli, 1861-1871) [1866, Veneto]
  - 75º RF (Brigata "Napoli") Vicenza (1871)
  - 75º RF "Napoli" (Padova, Novara, 1871-1881)
  - 75º RF (Brigata "Napoli") (Catania, Padova, Napoli, Genova, Siracusa, 1881-1926) [1915-1918, Monfalcone, Francia, Chemin des Dames]
  - 75º RF "Napoli" (Siracusa, 1937-1943) (Motto: Ignis in corde) [1935-1936, Etiopia; 1943, Sicilia]
  -  75º Reggimento fanteria "Napoli" (Napoli, Somalia, Cosenza, 1947-1958) (Motto: Ignis in corde)
- 6º RFG (Brigata "Granatieri di Napoli") (Firenze, Rieti, Ancona, Napoli, Padova, Caserta, 1861-1871) [1866, Veneto]
  - 76º RF (Brigata "Napoli") (Padova, 1871)
  - 76º RF "Napoli" (Venezia, Verona, Cagliari, Milano, 1871-1881)
  - 76º RF (Brigata "Napoli") (Caltanissetta, Girgenti, Palermo, Udine, Padova, Napoli, Alba, Genova, Messina, Caltanissetta, 1881-1926) [1887-1888, Eritrea; 1915-1918, M. Sabotino, Monfalcone, Francia, Courmas, Chemin des Dames]
  - 76º RF "Napoli" (Trapani, Agrigento, Savona, 1937-1947) (Motto: Con l'ardire la gloria) [1943, Sicilia]
  - 76º RF "Mantova" (Udine, 1947-1948)
  - 76º RF "Napoli" (Udine, Cividale, 1948-1975)
  - 76º BFM "Napoli" (Cividale, 1975-1992)
  -  76º Reggimento fanteria "Napoli" (Cividale, 1992-1997) (Motto: Con l'ardire la gloria)
- 7º RFG (Brigata "Granatieri di Toscana") (Milano, Napoli, Caserta, Rieti, Modena, Livorno, 1862-1871) [1866, Veneto]
  - 77º RF (Brigata "Toscana") (Modena, 1871)
  - 77º RF "Toscana" (Milano, Ivrea, Torino, Lecce, Bari, Verona, Peschiera, 1871-1881)
  - 77º RF (Brigata "Toscana") (Peschiera, Mantova, Parma, Pescara, Fano, Ravenna, Milano, Bra, Brescia, Lecce, 1881-1926) [1915-1918, Fajti hrib, M. Sabotino, Piave]
  - 77º RF "Toscana" (Brescia, 1926-1938) (Motto: Tusci ab hostium grege legio vocati luporum)
  -  77º RF "Lupi di Toscana" (Brescia, 1939-1943) (Motto: Tusci ab hostium grege legio vocati luporum) [1940-1943, Grecia, Francia]
  - 77º BF "M. O. Mattei" (Cesano, 1982-1984)
  - 77º BFM "M. O. Mattei" (Cesano, 1984-1989)
  - Battaglione Supporto Tattico Logistico "M. O. Mattei" (Cesano, 1989-?)
- 8º RFG (Brigata "Granatieri di Toscana") (Milano, Napoli, Gaeta, Genova, Terni, Modena, Reggio Emilia, Palermo, Cuneo, 1862-1871) [1866, Veneto]
  - 78º RF (Brigata "Toscana") (Cuneo, 1871)
  - 78º RF "Toscana" (Cuneo, Torino, Bari, Verona, Mantova, 1871-1881)
  - 78º RF (Brigata "Toscana") (Mantova, Peschiera, Parma, Foggia, Ravenna, Como, Alba, Bari, Bergamo, 1881-1926) [1887-1888, Eritrea; 1915-1918, Fajti hrib, M. Sabotino, Piave]
  - 78º RF "Toscana" (Bergamo, 1926-1938) (Motto: Tusci ab hostium grege legio vocati luporum)
  - 78º RF "Lupi di Toscana" (Bergamo, 1939-1943) (Motto: Tusci ab hostium grege legio vocati luporum) [1940-1943, Grecia, Francia]
  - 78º RF "Lupi di Toscana" (Firenze, 1947-1975)
  - 78º BFN "Lupi di Toscana" (Firenze, 1975-1992)
  - 78º BFM "Lupi di Toscana" (Firenze, 1992)
  -  78º Reggimento fanteria "Lupi di Toscana" (Firenze, 1992-2008) (Motto: Tusci ab hostium grege legio vocati luporum)
- 79º RF (Brigata "Roma") (1884-1926) [1887-1888, Eritrea; 1911-1912, Guerra italo-turca, 1915-1918, Bainsizza, M. Grappa]
  -  79º RF "Roma" (1937-1939) (Motto: Non fortuna sed virtute)
  - 79º Reggimento fanteria "Pasubio" (1939-1943) [1941-1943, Russia]
- 80º RF (Brigata "Roma") (Roma, Spoleto, Bari, Novi Ligure, Salerno, Venezia, Conegliano, Verona, 1884-1926) [1915-1918, Bainsizza, M. Grappa]
  - 80º RF "Roma" (Reggio Emilia, Mantova, 1937-1939) (Motto: Nel nome di Roma)
  - 80º RF "Pasubio" (Mantova, 1939-1943) [1941-1943, Russia, Nikitowka]
  - 80º RF "Roma" (CAR) (Orvieto, 1958-1975)
  - 80º BF "Roma" (Cassino, 1976-1992)
  -  80º Reggimento addestramento volontari "Roma" (Cassino, 1992-oggi) (Motto: Nel nome di Roma)
- 81º RF (Brigata "Torino") (1884-1926) [1915-1918, Col di Lana, Piave]
  - 81º Reggimento fanteria "Torino" (1938-1943) (Motto: Fide ac virtute) [1942-1943, Russia]
- 82º RF (Brigata "Torino") (Torino, Cuneo, Caserta, Nocera, Fano, Roma, 1884-1926) [1911-1912, Guerra italo-turca; 1915-1918, Col di Lana, Piave]
  - 82º RF "Torino" (Civitavecchia, 1938-1943) (Motto: Voluntate virtus alitur, facta virtutem augent) [1942-1943, Russia, Tscherkowo]
  - 82º RF "Torino" (Forlì, Trieste, Gorizia, 1950-1975)
  - 82º BFM "Torino" (Cormons, 1975-1992) (Motto: Credo e vinco)
  -  82º Reggimento fanteria "Torino" (Barletta, 1992-oggi) (Motto: Credo e vinco)
- 83º RF (Brigata "Venezia") (1884-1926) [1887-1888, Eritrea; 1915-1918, Bainsizza, M. Cimon]
  -  83º Reggimento fanteria "Venezia" (1926-1943) (Motto: Vi atque virtute) [1935-1936, Etiopia; 1940-1943, Grecia, Jugoslavia]
- 84º RF (Brigata "Venezia") (Alessandria, Novi Ligure, Lecce, Genova, Catania, Firenze, 1884-1926) [1911-1912, Guerra italo-turca; 1915-1918, Bainsizza, M. Cimon]
  - 84º RF "Venezia" (Firenze, 1926-1943) (Motto: Semper immota fides) [1935-1936, Etiopia; 1940-1943, Grecia, Jugoslavia]
  - 84º RF "Venezia" (CAR) (Siena, 1958-1973)
  - BFR "Venezia" (Siena, 1973-1975)
  - 84º BF "Venezia" (Siena, Falconara, 1975-1993)
  -  84º Reggimento fanteria "Venezia" (Falconara, 1993-2000) (Motto: Semper immota fides)
- 85º RF (Brigata "Verona") (Tortona, Alessandria, Cagliari, Modena, Novara, Trapani, 1884-1926) [1887, Eritrea; 1915-1918, S. Michele, M. Pasubio, Hermada, Malakastra; 1919-1920, Albania]
  - 85º RF "Verona" (Trapani, Tripoli, 1926-1939) (Motto: Fortiter pugnare)
  - 85º RF "Sabratha" (Tripoli, 1939-1941) [1940-1942, Africa settentrionale]
  - 85ºBFM "Verona" (Montorio Veronese, 1975-1989)
  - 85º RF "Verona" (Montorio Veronese, 1991-1992)
  -  85º Reggimento addestramento volontari "Verona" (Montorio Veronese, 1992-oggi) (Motto: Combattere da prodi)
- 86º RF (Brigata "Verona") (1884-1926) (Motto: Forte e generoso) [1915-1918: S. Michele, M. Pasubio, Hermada, Malakastra]
  -  86º RF "Verona" (1926-1939)
  - 86º Reggimento fanteria "Sabratha" (1939-1942) [1940-1942, Africa settentrionale]
- 87º RF (Brigata "Friuli") (Milano, Forlì, Bari, Siena, 1884-1926) (Motto: Attacco, travolgo, vinco) [1913-1914, Libia; 1915-1918, M. Cengio; 1940-1945, Jugoslavia, Corsica, Bologna]
  - 87º RF "Friuli" (Arezzo, Livorno, Pistoia, 1937-1975) (Motto: Attacco, travolgo, vinco)
  -  87º Battaglione fanteria "Senio" (Pistoia, 1975-1991)
- 88º RF (Brigata "Friuli") (Milano, Livorno, 1884-1926) (Motto: Legio forum juliensis patriae ultrix) [1915-1918, M. Cengio]
  -  88º RF "Friuli" (Livorno, 1926-1945) [1940-1945 Jugoslavia, Corsica, Bologna]
  - 88º Reggimento fanteria "Friuli" (Pistoia, 1947-1958) (Motto: Fedele e audace)
- 89º RF (Brigata "Salerno") (Bologna, 1884-1926) (Motto: Non chiedo dove) [1887-1888, Eritrea; 1911-1912, Guerra italo-turca; 1915-1918, Hermada, Francia, Onrezy, Reims, Chemin des Dames]
  - 89º RF "Salerno" (Genova, Ventimiglia, 1926-1939)
  - 89º RF "Cosseria" (Ventimiglia, 1939-1943) [1935, Cirenaica; 1936, Eritrea; 1940, Battaglia delle Alpi, 1942-1943, Russia, Don]
  -  89º Reggimento fanteria "Salerno" (Imperia, 1958-Salerno, 1991)
- 90º RF (Brigata "Salerno") (1884-1926) (Motto: Vincere assueti) [1915-1918, Francia, Braye, Chemin des Dames; 1942-1943, Russia, Don]
  - 90º RF "Salerno" (Imperia, 1926-1939)
  -  90º Reggimento fanteria "Salerno" (Imperia, 1939-1942) [1935, Cirenaica; 1936, Eritrea; 1940, Battaglia delle Alpi]
- 91º RF (Brigata "Basilicata") (Napoli, Salerno, Reggio Calabria, Novara, Civitavecchia, Torino, 1884-1926) [1887-1888, Eritrea; 1915-1918, Monfenera, Col di Lana, M. Grappa]
  - 91º RF "Basilicata" (Torino, 1926-1939) (Motto: Ubicumque victores)
  - 91º RF "Superga" (Torino, 1939-1943) [1940-1943, Francia, Tunisia]
  - 91º BF "Lucania" (Potenza, 1977-1985) (Motto: Ubicumque victores)
  - 91º BFN "Lucania" (Potenza, 1985-1991) (Motto: Ubicumque victores)
  - 91º Battaglione fanteria "Lucania" (Potenza, 1991-2009) (Motto: Ubicumque victores)
  -  91º Reggimento fanteria "Basilicata" (Potenza, 1993-2009) (Motto: Ubicumque victores)
- 92º RF (Brigata "Basilicata") (Napoli, Salerno, Monteleone Calabro, Novara, Viterbo, Torino, 1884-1926) (Motto: Veni nec recedam) [1915-1918, Monfenera, M. Tomba, M.Grappa; Pederobba; 1940-1943] 
  - 92º RF "Basilicata" (Torino, 1926-1939) (Motto: Veni nec recedam)
  - 92º RFa "Superga" (Torino, 1939-1943) [1940-1943, Francia, Tunisia]
  - 92º BF "Basilicata" (Portogruaro, 1975-1981) (Motto: Veni nec recedam)
  - 92º Centro addestramento reclute (CAR) (Foligno, 1981-1982) (Motto: Veni nec recedam)
  - 92º BF "Basilicata" (Foligno, 1982-1992) (Motto: Veni nec recedam)
  -  92º Reggimento fanteria "Basilicata" (Foligno, 1992-1996) (Motto: Veni nec recedam)
- 93º Reggimento fanteria (Brigata "Messina") (Gaeta, 1884-Ancona, 1944) (Motto: Impetuosa messanensis legio) [1887-1888, Eritrea; 1911-1912, Guerra italo-turca; 1915-1918, Panovizza; 1941-1943, Jugoslavia]
- 94º Reggimento fanteria (Brigata “Messina") (Lecce, 1884-Jugoslavia, 1943) (Motto: Impetuosa messanensis legio) [1915-1918, Panovizza; 1941-1943, Jugoslavia]

### Reggimenti costituiti durante la Prima guerra mondiale (1915-1918)
I seguenti reggimenti sono sorti grazie alla mobilitazione generale. Nella maggior parte dei casi i reggimenti sciolti nel 1917 sono quelli distrutti nel corso della dodicesima battaglia dell'Isonzo. Tutti gli altri reggimenti sono stati sciolti nel 1919 e nel 1920, con l'eccezione di quelli decorati di Medaglia d'oro al valor militare ("Sassari", "Liguria", "Arezzo", Avellino"). Se tra parentesi tonda è riportato un anno successivo, il reggimento sciolto nel 1919 è stato nuovamente costituito.
- 95º RF “Udine” (1916-1920) [1916-1918, Bainsizza] (Motto: Pronto ad ogni slancio)
  - 95º Reggimento fanteria "Udine" (Udine, 1935-1936)
- 96º RF “Udine” (1916-1920) [1916-1918, Paljevo]
  - 96º Reggimento fanteria "Udine" (1935-1936)
- 97º RF “Genova” (1916-1920) [1916-1918, Gorizia]
  - 97º Reggimento fanteria "Genova" (Ascoli Piceno, 1935-1936)
- 98º Reggimento fanteria "Genova" (1916 - Mantova, 1917) [1916-1917, Gorizia]
- 99º Reggimento fanteria "Treviso" (1917-1920) [1917-1918]
- 100º Reggimento fanteria "Treviso" (1918-1920) [1918, M. S. Francesco, M. Cornone]
- 101º Reggimento fanteria di marcia (1916)[1] [1916-1918]
- 111º RF "Piacenza" (1915-1920) (Motto: Disciplina e valore) [1915-1918, M. S. Michele, Oslavia, Castelgomberto, Nervesa]
  - 111º Reggimento fanteria "Piacenza" (?-1943) [?-1943]
- 112º RF "Piacenza" (1915-1920) (Motto: Temprato ad ogni lotta) [1915-1918, Sei Busi, M. Zebio, M. Fior, Vittorio Veneto]
  - 112º Reggimento fanteria "Piacenza" (?-1943)
- 113º RF (Brigata "Mantova") (1915-1919) (Motto: Mantua me genuit) [1915-1918, Val Lagarina, Nad Bregom, Hermada, Montello, Piave]
  - 113º Reggimento fanteria "Mantova" (1941-1943) [1941-1943,?]
- 114º RF (Brigata "Mantova") (Mantova, 1915-1919) [1915-1918, Selo, Moriago, Sernaglia, Trichiana]
  - 114º RF "Mantova" (Chiavari, Gorizia, Tricesimo, 1941-1975) [1941-1943,?]
  - 114º BFM "Moriago" (Tarcento, Tricesimo, 1975-1993)
  -  114º Reggimento fanteria "Mantova" (Tricesimo, 1993-1995) (Motto: Con virtù antica per nuove glorie)
- 115º RF "Treviso" (1915-1917) (Motto: Veloci per osar ogni ardimento) [1915-1917, M. Sabotino]
  -  115º RF "Treviso" (1935-1941) [1941-1943,?]
  - 115º Reggimento fanteria "Marmarica"
- 116º RF "Treviso" (1915-1917) (Motto: Col cuore e col motore oltre ogni meta) [1915-1917, M. Sabotino]
  - 116º RF "Treviso" (1935-1936)
  -  116º RF "Treviso" (1937-1941) [1940-1941,?]
  - 116º Reggimento fanteria "Marmarica"
- 117º Reggimento fanteria "Padova" (1915-1920) [1915-1918, Monfalcone, Passo Buole, Col del Rosso, Col d'Echelle]
- 118º Reggimento fanteria "Padova" (1915-1920) [1915-1918, Castelnuovo, M. Zovetto, Selo, Hermada, Col del Rosso/Echelle]
- 119º RF "Emilia" (1915-1919) (Motto: Pronto a nuove glorie) [1915-1918, Gorizia]
  - 119º Reggimento fanteria "Emilia" (1941-1944) [1941-1944,?]
- 120º RF "Emilia" (Ravenna 1915-1919) (Motto: Più forte del destino) [1915-1918, Porte di Salton]
  - 120º Reggimento fanteria "Emilia" (1941-1945) (Motto: Più forte del destino) [1943, Bocche di Càttaro]
  -  120º Battaglione fanteria d'arresto "Fornovo" (Ipplis, 1976-1991) (Motto: Più forte del destino)
- 121º RF (Brigata "Macerata") (Ancona, 1915-1919) [1915-1918, Vittorio Veneto]
  - 121º RF "Macerata" (Forlì, 1941-1943) [1941-1943,?]
  -  121º Reggimento fanteria "Macerata" (Fano, 1992-2000) (Motto: Semper victoria confido)
- 122º Reggimento fanteria (Brigata "Macerata") (1915 - Fiume, 1943) (Motto: Vi atque virtute) [1915-1918, Vittorio Veneto]
  - 122º RF "Macerata" (Cesena, 1941-1943) [1941-1943,?]
- 123º RF (Brigata "Chieti") (1915-1920) [1915-1918, Krni hrib]
  - 123º BF "Chieti" (1985-1992)
  -  123º Reggimento fanteria "Chieti" (Chieti, 1992-2012) (Motto: Con rinnovato ardor)
- 124º Reggimento fanteria (Brigata “Chieti”) (1915-1920) [1915-1918, Krni hrib]
- 125º Reggimento fanteria "La Spezia" (1915 - Tunisia, 1943) (Motto: Scudo alla patria i forti petti) [1915-1918, Zagorje, Macedonia; 1941-1943, Africa settentrionale]
- 126º Reggimento fanteria "La Spezia" (1915 - Tunisia, 1943) (Motto: Come aquila artiglio) [1915-1918, Zagorje, Macedonia; 1941-1943, Africa settentrionale]
- 127º RF "Firenze" (1915-1920) (Motto: Irresistibile nell'attacco) [1915-1918, Kuk]
  - 127º Reggimento fanteria "Firenze" (1935-1943)
- 128º RF "Firenze" (1915-1920) (Motto: Più che la vita, la Patria) [1915-1918, Kuk]
  - 128º Reggimento fanteria "Firenze" (1935-1943) [1940-1943,?]
- 129º RF (Brigata "Perugia") (1915-1920) [1915-1918, Rocce Rosse, Cà Boschini]
  - 129º Reggimento fanteria "Perugia" (1941-1943) [1943 Grecia,?]
- 130º RF (Brigata "Perugia") (Roma, 1915-1920) [1915-1918, Fagarè del Piave]
  - 130º RF "Perugia" (Spoleto, 1941-1943) [1941-1943,?]
  - 130º BFN "Perugia" (Spoleto, 1976-1991)
  - 130º RFM "Perugia" (Spoleto, 1991-1992)
  -  130º Reggimento fanteria "Perugia" (Spoleto, 1993-1996) (Motto: Fata virtute assecuti)
- 131º Reggimento fanteria "Lazio" (1915-1917) [1915-1913, M. S. Michele]
- 132º RF “Lazio” (1915-1917) [1915-1917, Rocce Rosse, M. S. Michele] (Motto: Custodi fieri di superba gloria)
  - 132º Reggimento fanteria "Lazio" (1935-1936)
- 133º Reggimento fanteria "Benevento"
- 134º Reggimento fanteria "Benevento" (1915-1917) [1915-1917,?]
- 135º Reggimento fanteria "Campania" (1915-1922) [1915-1918, Vittorio Veneto; 1920, Alta Slesia]
- 136º Reggimento fanteria "Campania" (1915-1919) [1915-1918, M. Solarolo, M. Grappa]
- 137º Reggimento fanteria "Barletta" (1915-1920) [1915-1918, Kostajnevica]
- 138º Reggimento fanteria "Barletta" (1915-1920) [1915-1918, Kostajnevica]
- 139º Reggimento fanteria "Bari" (1915-1946) (Motto: Oso, persisto e vinco) [1915-1918, M. S. Michele, Zebio, Monfalcone, M. Asolone; 1940-1943,?]
- 140º Reggimento fanteria "Bari" (1915-1944) (Motto: Audace, implacabile) [1915-1918. M. S. Michele, Zebio, Monfalcone, M. Asolone; 1940-1943,?]
- 141º RF (Brigata "Catanzaro") (Catanzaro, 1915-1920) (Motto: Per la Patria) [1915-1918, Oslavia, M. Cengio, M. Mosciagh]
  - 141º RF "Catanzaro" (Modena, 1940-1941) [1940-1941,?]
  - 141º BFN "Catanzaro" (Palermo, 1975-1991)
  -  141º Battaglione fanteria "Catanzaro" (Pantelleria, 1991-1995)
- 142º RF (Brigata "Catanzaro") (1915-1920) [1915-1918, M. S. Michele, Nad Logen, Nad Bregom, Hermada]
  - 142º Reggimento fanteria "Catanzaro" (1940-1941) [1940-1941,?]
- 143º Reggimento fanteria "Taranto" (1915-1919) [1915-1918, San Marco, Gorizia, Montello, Alano]
- 144º Reggimento fanteria "Taranto" (1915-1919) [1915-1918, San Marco, Gorizia, Montello, Alano]
- 145º Reggimento fanteria "Catania" (1915-1946) [1915-1919,?; 1940-1943,?]
- 146º RF “Catania” (1915-1920) [1915-1918, Selo]
  - 146º Reggimento fanteria "Catania" (1935-1936)
- 147º Reggimento fanteria "Caltanissetta" (1915-1917) [1915-1917, Bosco Lancia]
- 148º Reggimento fanteria "Caltanissetta" (1915-1917) [1915-1917, Bosco Lancia]
- 149º Reggimento fanteria "Trapani" (Brigata fanteria "Trapani") (1915-1920) [1915-1918, Quero]
- 150º Reggimento fanteria "Trapani" (Brigata fanteria "Trapani") (1917-1920) [1917-1918, Quero]
- 151º RF (Brigata fanteria "Sassari") (Sinnai, Roma, Trieste, 1915-1926) [1915-1918, Carso, Col del Rosso, Col d'Echelle]
  - 151º RF "Sassari" (Trieste, 1926-1943) (Motto: Deus et su re) [1940-1943,?]
  - 151º RF "Sassari" (Trieste, 1962-1975)
  - 151º BF "Sette Comuni" (Cagliari, 1976-1985)
  - 151º BFN "Sette Comuni" (Cagliari, 1985-1991)
  - 151º BFM "Sette Comuni" (Cagliari, 1991-1992)
  -  151º Reggimento fanteria "Sassari" (Cagliari, 1992 - oggi) (Motto: Sa vida pro sa Patria)
- 152º RF (Brigata fanteria "Sassari") (Tempio Pausania, Roma, Trieste, 1915-1926) [1915-1918, Carso, Col del Rosso, Col d'Echelle]
  - 152º RF "Sassari" (Trieste, 1926-1943) (Motto: Deus et su re) [1940-1943,?]
  - 152º RF "Sassari" (CAR) (Sassari, 1958-1975)
  - 152º BF "Sassari" (Sassari, 1976-1991)
  - 152º BFN "Sassari" (Sassari, 1991-1992)
  - 152º BFM "Sassari" (Sassari, 1992)
  -  152º Reggimento fanteria "Sassari" (Sassari, 1992 - oggi) (Motto: Sa vida pro sa Patria)
- 153º Reggimento fanteria "Novara" (1915-1943) [1915-1918,?; 1940-1943,?]
- 154º Reggimento fanteria "Novara" (1915-1943) [1915-1918,?; 1940-1943,?]
- 155º Reggimento fanteria "Alessandria" (1915-1917) [1915-1917, M. S. Michele, Cima Quattro]
- 156º Reggimento fanteria "Alessandria" (1915-1917) [1915-1917, M. S. Michele, Cima Quattro]
- 157º RF (Brigata "Liguria") (Genova, Cuneo, Zara, 1915-1926) [1915-1918, M. Zovetto]
  - 157º RF "Liguria" (Zara, Senigallia, Macerata, 1926-1937) (Motto: In ogni rischio e con ogni arme bravi)
  - 157º RF "Cirene" (Cirenaica, 1937-1941) (Motto: In ogni rischio e con ogni arme bravi) [1940-1941,?]
  - 157º RF "Liguria" (Genova, 1947-1975)
  - 157º Battaglione motorizzato "Liguria" (Novi Ligure, 1975-1991)
  - 157º Battaglione meccanizzato "Liguria" (Novi Ligure, 1991-1993)
  -  157º Reggimento fanteria "Liguria" (Albenga, 1993-2004) (Motto: In ogni rischio e con ogni arme bravi)
- 158º RF (Brigata "Liguria") (1915-1926) (Motto: Sempre più avanti) [1915-1918, M. Zovetto]
  - 158º RF "Liguria" (1926-1937)
  -  158º Reggimento fanteria "Liguria" (1938-1941) [1940-1941,?]
- 159º Reggimento fanteria "Milano" (1914-1917) [1915-1917, Jelenik]
- 160º Reggimento fanteria "Milano" (1914-1917) [1915-1917, Bainsizza]
- 161º Reggimento fanteria "Ivrea" (1915-1919) [1915-1918, Costesin, Macedonia, Bulgaria]
- 162º Reggimento fanteria "Ivrea" (1915-1919) [1915-1918, Costesin, Macedonia, Bulgaria]
- 163º Reggimento fanteria "Lucca" (1917-1919) [1917-1918, Montello]
- 164º Reggimento fanteria "Lucca" (1917-1919) [1917-1918, Montello]
- 165º Reggimento fanteria (1917-1918) [1917-1918,?]
- Reggimento "Garibaldi" (Viterbo, Firenze, Pordenone, 1945-1948) (Motto: Obbedisco)
  - 182º RF "Garibaldi" (Pordenone, Sacile, 1948-1958) (Motto: Obbedisco)
  -  182º Reggimento fanteria corazzata "Garibaldi" (Sacile, 1958-1975) (Motto: Obbedisco)
- 201º Reggimento fanteria "Sesia" (1915-1920) [1915-1918, Piave]
- 202º Reggimento fanteria "Sesia" (1915-1920) [1915-1918, Fagarè del Piave]
- 203º Reggimento fanteria "Tanaro" (1915-1919) [1915-1919, Albania, Macedonia]
- 204º Reggimento fanteria "Tanaro" (1915-1919) [1915-1919, Albania, Macedonia]
- 205º Reggimento fanteria "Lambro" (1915-1917) [1915-1917, Oslavia]
- 206º Reggimento fanteria "Lambro" (1915-1917) [1915-1917, Oslavia]
- 207º Reggimento fanteria "Taro" (1916 - Francia, 1943) (Motto: Col cuore oltre la meta) [1915-1918, Coni Zugna, Passo Buole, Asiago; 1940-1943,?]
- 208º Reggimento fanteria "Taro" (1915 - Francia, 1943) (Motto: Chi osa vince) [1915-1918, Coni Zugna, Passo Buole, Bainsizza; 1940-1943,?]
- 209º Reggimento fanteria "Bisagno" (1915-1919) [1915-1918, Losson]
- 210º Reggimento fanteria "Bisagno" (1915-1919) (Motto: Avanti sempre, avanti comunque, dovunque avanti) [1915-1918, Piave]
- 211º Reggimento fanteria "Pescara" (1916-1919) (Motto: Gloria di Roma è meta al mio cammino) [1916-1918, S. Caterina, Gorizia]
- 212º Reggimento fanteria "Pescara" (1915-1917) [1915-1917, S. Caterina, Gorizia]
- 213º RF “Arno” (1915-1917) (Motto: Muoio ma non cedo) [1915-1917, M. S. Michele]
  - 213º Reggimento fanteria "Arno" (1935-1936)
- 214º Reggimento fanteria "Arno" (1915-1917) [1915-1917, M. Lemerle]
- 215º Reggimento fanteria "Tevere" (1915-1919) [1915-1918, Fajti hrib]
- 216º Reggimento fanteria "Tevere" (1915-1919) [1915-1918, Fajti hrib]
- 217º Reggimento fanteria "Volturno" (1915-1919) [1915-1918, Piave]
- 218º Reggimento fanteria "Volturno" (1915-1919) [1915-1918, Piave]
- 219º Reggimento fanteria "Sele" (1915-1917) [1915-1917, Bainsizza]
- 220º Reggimento fanteria "Sele" (1915-1917) [1915-1917, Bainsizza]
- 221º Reggimento fanteria "Ionio" (1915-1919) [1915-1918, M. S. Gabriele]
- 222º RF “Ionio” (1915-1919) [1915-1918, M. S. Gabriele]
  - 222º Reggimento fanteria "Ionio" (1935-1936)
- 223º Reggimento fanteria "Etna" (1915-1917) [1915-1917, Selo, M. Sisemol, Oslavia, M. Nero, Mrzli Vrh]
- 224º RF “Etna” (1915-1917) [1915-1917, Selo, M. Sisemol, Oslavia, M. Nero, Mrzli Vrh]
  - 224º Reggimento fanteria "Etna" (1935-?)
- 225º RF (Brigata "Arezzo") (Milano, Bergamo, Foggia, 1916-1926) [1916-1918, Hermada]
  - 225º RF "Arezzo" (Ascoli Piceno, 1926-1938) (Motto: Ubi nos ibi victoria) [1935-1936 Etiopia] poi trasformato nel 158º RF "Arezzo"
  - 225º RF "Arezzo" (Ascoli Piceno, 1938-1943) [1940-1943,?]
  - 225º BF "Arezzo" (Arezzo, 1975-1992)
  -  225º Reggimento fanteria "Arezzo" (Arezzo, 1992-1999) (Motto: Ubi nos ibi victoria)
- 226º RF (Brigata "Arezzo") (1916-1926) [1916-1918, Hermada]
  -  226º Reggimento fanteria "Arezzo" (1938-1943) (Motto: Irrompo e travolgo) [1940-1943,?]
- 227º Reggimento fanteria "Rovigo" (1916-1917) [1916-1917, Vertoibizza] e (1942-1943) [1942-1943,?] (Motto: Tempro le armi e i cuori)
- 228º Reggimento fanteria "Rovigo" (1916-1917) [1916-1917, Vertoibizza] e (1942-1943) [1942-1943,?] (Motto: Tutto osare)
- 229º Reggimento fanteria "Campobasso" (1916-1917) [1916-1917, S. Caterina, Gorizia]
- 230º Reggimento fanteria "Campobasso" (1916-1917) [1916-1917, M. Santo]
- 231º RF (Brigata "Avellino") (Roma, Merano, 1916-1926) [1916-1918, Zagora, Zagomilla, M. Vodice]
  - 231º RF "Avellino" (Merano, 1926-1939) (Motto: Non vi è sosta se non sulla cima)
  - 231º RF "Brennero" (Merano, 1939-1943) [1940-1943,?]
  - 231º RF "Avellino" (Napoli, 1950-1965)
  - 231º BF "Avellino" (Avellino, 1975-1991)
  - 231º RF "Avellino" (Avellino, 1991-1992)
  -  231º Reggimento fanteria "Avellino" (Avellino, 1993-2004) (Motto: Non vi è sosta se non sulla cima)
- 232º RF (Brigata "Avellino") (1916-1926) [1916-1918, Zagora, Zagomilla, M. Vodice]
  -  232º RF "Avellino" (1926-1939) (Motto: Non vi è sosta se non sulla cima)
  - 232º Reggimento fanteria "Brennero" (1939-1943) [1940-1943,?]
- 233º Reggimento fanteria "Lario" (1917-1919) (Motto: Col cuore ardente fino a la morte) [1917-1918,?]
- 234º Reggimento fanteria "Lario" (1917-1919) (Motto: Per la Patria e per il Re) [1917-1918,?]
- 235º RF (Brigata "Piceno") (Ascoli Piceno, 1917-1919) [1917-1918, Selo]
  - 35º RF "Piceno" (1941) poi trasformato nel 383º RF "Venezia" [1941-1943,?]
  - 235º RF "Piceno" (Chieti, 1942-1945) [1942-1943,?]
  - 1º Reggimento raccolta e smistamento complementi (1945)
  - 1º Reggimento addestramento complementi (235º RF "Piceno") (Chieti, 1945-1946)
  - 235º BF "Piceno" (Ascoli Piceno, 1976-1994)
  -  235º Reggimento fanteria "Piceno" (Ascoli Piceno, 1994 - oggi) (Motto: Sempre nella vittoria)
- 236º Reggimento fanteria "Piceno" (1917-1946) (Motto: Vis in gladio) [1917-1918, Selo; 1940-1943,?]
- 237º Reggimento fanteria "Grosseto" (1917) [1917, Bainsizza]
- 238º Reggimento fanteria "Grosseto" (1917) [1917, Bainsizza]
- 239º RF “Pesaro” (1917-1919) (Motto: Procedo dritto con sicura fede) [1917-1918, M. Pertica] 
  - 239º Reggimento fanteria "Pesaro" (1935-1937)
- 240º RF “Pesaro” (1917-1919) [1917-1918, M. Pertica]
  - 240º Reggimento fanteria "Pesaro" (1935-1937)
- 241º Reggimento fanteria "Teramo" (1917 - Libia, 1920) [1917-1918, Col del Rosso]
- 242º Reggimento fanteria "Teramo" (1917 - Libia, 1920) [1917-1918, Col del Rosso]
- 243º RF “Cosenza” (1917-1919) [1917-1918, Ponte di Piave]
  - 243º Reggimento fanteria "Cosenza" (1935-1936)
- 244º RF “Cosenza” (1917-1919) [1917-1918, Ponte di Piave]
  - 244º Reggimento fanteria "Cosenza" (1935-1992) (Motto: Persisto e vinco)
- 245º Reggimento fanteria "Siracusa" (1917) [1917, Jamiano, Komarie]
- 246º Reggimento fanteria "Siracusa" (1917) [1917, Kostajnevica]
- 247º Reggimento fanteria "Girgenti" (1917) [1917, Bainsizza, Kobilek]
- 248º Reggimento fanteria "Girgenti" (1917) [1917, Bainsizza, Kobilek]
- 249º Reggimento fanteria "Pallanza" (1917-1919) [1917-1918, Fajti hrib]
- 250º Reggimento fanteria "Pallanza" (1917-1919) (Motto: Sinché si arrivi) [1917-1918, Fajti hrib]
- 251º Reggimento fanteria "Massa Carrara" (1917-1919) [1917-1918, M. Presolan, M. Longon, Val delle Bocchette]
- 252º Reggimento fanteria "Massa Carrara" (1917-1919) [1917-1918, M. Presolan, M. Longon, Val delle Bocchette]
- 253º Reggimento fanteria "Porto Maurizio" (1917-1919) [1917-1918, Nervesa]
- 254º Reggimento fanteria "Porto Maurizio" (1917-1919) [1917-1918, Vittorio Veneto]
- 255º Reggimento fanteria "Veneto" (1917-1943) (Motto: Virtù contro furore) [1917-1918, Piave; 1940-1943,?]
- 256º Reggimento fanteria "Veneto" (1917-1943) [1917-1918, Piave; 1940-1943,?] poi 82º RF "Torino" (1943) [1943,?]
- 257º Reggimento fanteria "Tortona" (1917) [1917, Bainsizza]
- 258º Reggimento fanteria "Tortona" (1917) [1917, Bainsizza]
- 259º Reggimento fanteria "Murge" (1917-1919) [1917-1918, Hermada] e (1941-1943) (Fiume) [1941-1943,?]
- 260º Reggimento fanteria "Murge" (1917-1919) [1917-1918, Hermada] e (1941-1943) (Fiume) [1941-1943,?]
- 261º Reggimento fanteria "Elba" (1917) [1917, M. Vodice, Oscedrih, M. San Gabriele, Passo Zagradan, Castel del Monte]
- 262º Reggimento fanteria "Elba" (1917) [1917, M. Vodice, Oscedrih, M. San Gabriele, Passo Zagradan, Castel del Monte]
- 263º Reggimento fanteria "Gaeta" (1917-1921) [1917-1918, Hermada]
- 264º Reggimento fanteria "Gaeta" (1917-1920) [1917-1918, Hermada]
- 265º Reggimento fanteria "Lecce" (1917-1919) [1917-1918, Cà Folina al Piave] e (1941-1943) [1941-1943, Guarnigione di Creta]
- 266º Reggimento fanteria "Lecce" (1917-1919) [1917-1918, Cà Folina al Piave]
- 267º Reggimento fanteria "Caserta" (1917-1935) [1917-1918, Piave]
- 268º Reggimento fanteria "Caserta" (1917-1935) [1917-1918, Piave]
- 269º Reggimento fanteria "Aquila" (1917-1919) [1917-1918, Fadalto]
- 270º Reggimento fanteria "Aquila" (1917-1919) [1917-1918, Bainsizza, Nervesa]
- 271º Reggimento fanteria "Potenza" (1917-1919) [1917-1918, Bainsizza, Fagarè del Piave]
- 272º Reggimento fanteria "Potenza" (1917-1919) [1917-1918, Bainsizza, Saletto]
- 273º Reggimento fanteria "Potenza" (1917) [1917, Bainsizza]
- 274º Reggimento fanteria "Belluno" (1917) [1917, Bainsizza]
- 275º Reggimento fanteria "Belluno" (1917) [1917, Bainsizza]
- 276º Reggimento fanteria "Belluno" (1917) [1917, Bainsizza]
- 277º Reggimento fanteria "Vicenza" (1917-1919) [1917-1918, Bainsizza] e (1942-1943) [1942-1943, Russia]
- 278º Reggimento fanteria "Vicenza" (1917-1919) [1917-1918, Bainsizza] e (1942-1943) [1942-1943, Russia]
- 279º Reggimento fanteria "Vicenza" (1917) [1917, Bainsizza]
- 280º Reggimento fanteria "Foggia" (1917-1919) [1917-1918, Vittorio Veneto]
- 281º Reggimento fanteria "Foggia" (1917-1919) [1917-1918, M. S. Gabriele, Gorizia, Vittorio Veneto]
- 282º Reggimento fanteria "Foggia" (1917) [1917,?]
- 291º Reggimento fanteria "Zara"
- 292º Reggimento fanteria "Zara"
- 313º Reggimento fanteria (1920-1923)

### Reggimenti costituiti durante la Seconda guerra mondiale (1940-1945)
- 1º Reggimento fanteria costiera[2]
- 2º Reggimento fanteria costiera
- 3º Reggimento fanteria costiera
- 4º Reggimento fanteria costiera
- 5º Reggimento fanteria costiera
- 6º Reggimento fanteria costiera
- 7º Reggimento fanteria costiera
- 8º Reggimento fanteria costiera
- 9º Reggimento fanteria costiera
- 10º Reggimento fanteria costiera
- 11º Reggimento fanteria costiera
- 12º Reggimento fanteria costiera
- 13º Reggimento fanteria costiera
- 14º Reggimento fanteria costiera
- 15º Reggimento fanteria costiera
- 16º Reggimento fanteria costiera
- 17º Reggimento fanteria costiera
- 18º Reggimento fanteria costiera
- 19º Reggimento fanteria costiera
- 53º Reggimento fanteria costiera
- 102º Reggimento fanteria costiera
- 103º Reggimento fanteria costiera
- 108º Reggimento fanteria costiera
- 111º Reggimento fanteria costiera
- 112º Reggimento fanteria costiera
- 113º Reggimento fanteria costiera
- 114º Reggimento fanteria costiera
- 115º Reggimento fanteria costiera
- 118º Reggimento fanteria costiera
- 119º Reggimento fanteria costiera
- 120º Reggimento fanteria costiera
- 121º Reggimento fanteria costiera
- 122º Reggimento fanteria costiera
- 123º Reggimento fanteria costiera
- 124º Reggimento fanteria costiera
- 125º Reggimento fanteria costiera
- 126º Reggimento fanteria costiera
- 127º Reggimento fanteria costiera
- 128º Reggimento fanteria costiera
- 129º Reggimento fanteria costiera
- 130º Reggimento fanteria costiera
- 131º Reggimento fanteria costiera
- 132º Reggimento fanteria costiera
- 133º Reggimento fanteria costiera
- 134º Reggimento fanteria costiera
- 135º Reggimento fanteria costiera
- 136º Reggimento fanteria costiera
- 137º Reggimento fanteria costiera
- 138º Reggimento fanteria costiera
- 139º Reggimento fanteria costiera
- 140º Reggimento fanteria costiera
- 141º Reggimento fanteria costiera
- 142º Reggimento fanteria costiera
- 143º Reggimento fanteria costiera
- 144º Reggimento fanteria costiera
- 145º Reggimento fanteria costiera
- 146º Reggimento fanteria costiera
- 147º Reggimento fanteria costiera
- 148º Reggimento fanteria costiera
- 149º Reggimento fanteria costiera
- 150º Reggimento fanteria costiera
- 151º Reggimento fanteria costiera
- 152º Reggimento fanteria costiera
- 156º Reggimento fanteria costiera
- 157º Reggimento fanteria costiera
- 158º Reggimento fanteria costiera
- 159º Reggimento fanteria costiera
- 160º Reggimento fanteria costiera
- 161º Reggimento fanteria costiera
- 162º Reggimento fanteria costiera
- 163º Reggimento fanteria costiera
- 164º Reggimento fanteria costiera
- 169º Reggimento fanteria costiera
- 170º Reggimento fanteria costiera
- 171º Reggimento fanteria costiera
- 172º Reggimento fanteria costiera
- 173º Reggimento fanteria costiera
- 174º Reggimento fanteria costiera
- 178º Reggimento fanteria costiera
- 179º Reggimento fanteria costiera
- 180º Reggimento fanteria costiera
- 181º Reggimento fanteria costiera
- 182º Reggimento fanteria costiera
- 183º Reggimento fanteria costiera
- 184º Reggimento fanteria costiera
- 185º Reggimento fanteria costiera
- 186º Reggimento fanteria costiera
- 187º Reggimento fanteria costiera
- 188º Reggimento fanteria costiera
- 189º Reggimento fanteria costiera
- 190º Reggimento fanteria costiera
- 191º Reggimento fanteria costiera
- 192º Reggimento fanteria costiera
- 193º Reggimento fanteria costiera
- 194º Reggimento fanteria costiera
- 195º Reggimento fanteria costiera
- 196º Reggimento fanteria costiera
- 2º Reggimento fanteria di marcia (1942-1943)[3]
- 3º Reggimento fanteria di marcia (1942-1943)
- 5º Reggimento fanteria di marcia (1942-1943)
- 7º Reggimento fanteria di marcia (1942-1943)
- 8º Reggimento fanteria di marcia (1942-1943)
- 9º Reggimento fanteria di marcia (1942-1943)
- 52º Reggimento fanteria di marcia (1942-1943)
- 210º Reggimento fanteria (1941)[4]
- 211º Reggimento fanteria  (1941)[5]
- 303º Reggimento fanteria "Piemonte"[6]
- 309º Reggimento fanteria "Regina" (1942-1943) (Motto: Sicut te candidi candidissima Regina)
- 311º Reggimento fanteria "Casale" (1941-1943)
- 313º Reggimento fanteria "Pinerolo" (1941-1943) (Motto: Fino alla vittoria ed oltre)
- 317º Reggimento fanteria "Acqui" (1941-1943) (Motto: Con salda fede nella vittoria)
- 321º Reggimento fanteria "Cremona" (1943)
- 331º Reggimento fanteria "Avellino" (1941-1943) (Motto: Pronto ad ogni impresa)
- 336º Reggimento fanteria "Piceno" (1942-1943) (Motto: Vis in gladio)
- 340º Reggimento fanteria "Bari" (1943)
- 341º Reggimento fanteria "Modena" (1941-1943) (Motto: Cuori d'acciaio)
- 343º Reggimento fanteria "Forlì" (1941-1943)
- 359º Reggimento fanteria "Calabria" (1943)
- 363º Reggimento fanteria "Cagliari" (1941-1943)
- 383º Reggimento fanteria "Venezia" per conversione del 235º Reggimento fanteria territoriale mobile (1941-1943)
- 387º Reggimento fanteria "Friuli" (1943)
- 1º Reggimento "Cacciatori d'Albania" (1942-1943)[7]
- 2º Reggimento "Cacciatori d'Albania" (1942-1943)
- 3º Reggimento "Cacciatori d'Albania" (1942-1943)
- 4º Reggimento "Cacciatori d'Albania" (1943)
- 350º Reggimento fanteria della Guardia alla Frontiera (1940-1943)[8]
- Reggimento "Giovani Fascisti" (30 agosto 1942 - maggio 1943)[9]
- 10º Reggimento arditi (15 settembre 1942 - settembre 1943)
- Reggimento Legionario Motorizzato (27 luglio 1943 - settembre 1943)[10]

## Bersaglieri

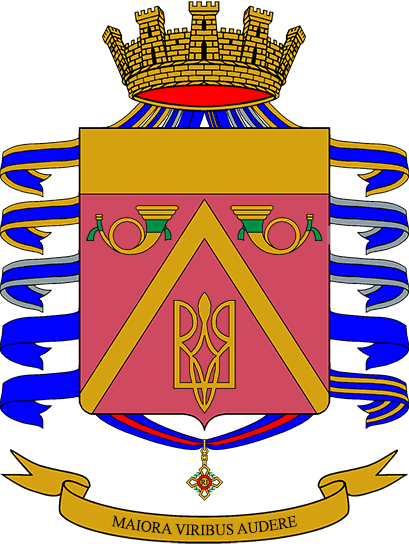
Stemma del 3º Reggimento bersaglieri

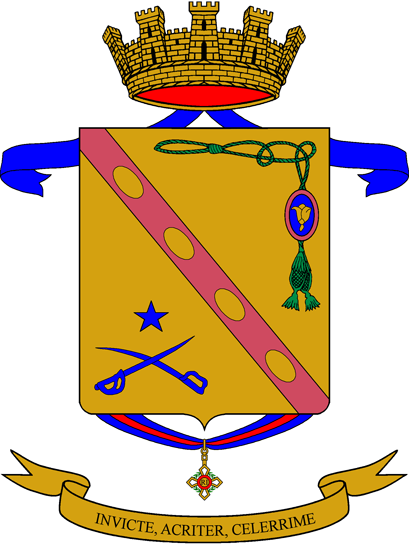
Stemma del 28º Battaglione bersaglieri

Fino al 1883 vennero costituiti 12 reggimenti di Bersaglieri con i battaglioni già esistenti dal 1848 e subordinati direttamente ai corpi d'armata come truppe a disposizione. Nella prima guerra mondiale il numero dei reggimenti di bersaglieri aumentò a 21, parte dei quali inquadrati nelle brigate bersaglieri. Nella seconda guerra mondiale i bersaglieri furono inquadrati nelle divisioni celeri, in quelle motorizzate e in quelle corazzate, oltre a contribuire, ove necessario, alla costituzione dei Nuclei celeri di corpo d'armata. Anche dopo il 1945 i bersaglieri hanno continuato a costituire di norma la componente di fanteria nelle divisioni corazzate e poi nelle brigate corazzate. Dal 1975 al 1991, nel quadro della riorganizzazione dell'Esercito Italiano a seguito dell'abolizione del livello reggimentale, le tradizioni dei Reggimenti bersaglieri sono state assunte da battaglioni autonomi; oggi i Bersaglieri sono nuovamente inquadrati come reggimenti, sia pur della forza di un singolo battaglione. Fin dal 1836 hanno mantenuto il loro caratteristico Passo di Corsa (180 passi al minuto con lunghezza di un metro l'uno).
- I BFB, VII BFB, IX BFB, XXVII BFB (Cuneo, Torino, 1861-1871) [1848-1849, Prima guerra d'indipendenza; 1855-1856,Crimea; 1859, Lombardia; 1860-1861, Umbria; 1866, Veneto]
  - 1º RFB (Torino, Ascoli Piceno, Senigallia, Roma, Treviso, Belluno, Palermo, San Remo, Napoli, 1871-1943) (Motto: Ictu impetuque primus) [1915-1918, Vittorio Veneto; 1940-1943, Albania, Francia]
  - 1º RFB (Roma, Viterbo, Civitavecchia, 1953-1958)
  - 1º RFB Corazzato (Civitavecchia, 1959-1976)
  - 1º BFB "La Marmora" (Civitavecchia, 1976-1995)
  -  1º Reggimento bersaglieri (Civitavecchia, Cosenza, 1995 - oggi) (Motto: Ictu impetuque primus)
- II BFB, IV BFB, XVII BFB, XXXVII BFB (Cuneo, Milano, 1861-1871) [1848-1849, Prima guerra d'indipendenza; 1855-1856, Crimea; 1859, Lombardia; 1866, Veneto; 1870, Unità d'Italia]
  - 2º RFB (Milano, Palermo, Roma, Senigallia, Asti, Napoli, Cremona, Milano, Livorno, Roma, 1871-1943) (Motto: Nulli secundus) [1915-1918, Piave, Montello; 1940-1943, Grecia]
  - 2º BFB "Governolo" (Legnano, 1975-1992)
  -  2º Reggimento bersaglieri (Legnano, 1992-2001) (Motto: Nulli secundus)
- XVIII BFB, XX BFB, XXVIII BFB (Modena, Parma, 1861-1871) [1860, Marche, Umbria, Italia meridionale; 1866, Veneto; 1870, Unità d'Italia]
  - 3º RFB (Parma, Bari, Ascoli Piceno, Torino, Treviso, Roma, Palermo, Belluno, Brescia, Livorno, Milano, 1871-1943) (Motto: Maiora viribus audere) [1895-1896, Eritrea; 1915-1918, Vermegliano, Monfalcone; 1935-1936, Etiopia; 1940-1943, Balcani, Russia, Italia]
  - 3º RFB (Milano, Novara, Milano, 1946-1975)
  - 18º BFB "Poggio Scanno" (Milano, 1975-1991)
  - 3º RFB "Goito" (Milano, 1991-1992)
  -  3º Reggimento bersaglieri (Milano, 1992 - oggi) (Motto: Maiora viribus audere)
- XXVI BFB, XXIX BFB, XXXI BFB (Ravenna, Capua, 1861-1871) [1860, Marche, Umbria, Italia meridionale; 1866, Veneto; 1870, Unità d'Italia]
  -  4º RFB (Capua, Livorno, Firenze, Palermo, Cremona, Genova, San Remo, Treviso, Rimini, Bologna, Torino, 1871-1944) (Motto: Vis, animus, impetus) [1911-1912, Guerra italo-turca; 1915-1918, Isonzo, Bainsizza, Piave; 1940-1943, Balcani]
  - 26º BFB "Castelfidardo" Pordenone, (1975-1991)
  -  26º Battaglione "Castelfidardo" (Pordenone, 1993-1998) (Motto: Vis, animus, impetus)
- XIV BFB, XXII BFB, XXIV BFB, XXXIX BFB (1861-1871) [1860, Marche, Umbria, Italia meridionale; 1866, Veneto; 1870, Unità d'Italia]
  -  5º Reggimento bersaglieri (1861-1943) (Motto: Nulla via impervia) [1895-1896, Eritrea; 1915-1918, Isonzo, Carso, Sernaglia; 1940-1943, Grecia, Africa settentrionale, Capo Bon]
- VI BFB, XIII BFB, XIX BFB, XXI BFB (Capua, 1861-1865) [1848-1849,

Prima guerra d'indipendenza; 1859, Lombardia; 1860-1862, Marche, Umbria, Italia meridionale; 1866, Veneto; 1870, Unità d'Italia]
- - 6º RFB (Ancona, Spoleto, Treviso, Napoli, Palermo, Torino, Asti, Verona, Ancona, Bologna, 1871-1943) (Motto: E vincere bisogna) [1915-1918, Bovec, Bainsizza, Sasso Rosso; 1940-1943, Jugoslavia, Russia]
  - 6º BFB "Palestro" (Torino, 1975-1989)
  -  6º Reggimento bersaglieri (Bologna, 1992 - oggi) (Motto: E vincere bisogna)
- VIII BFB, X BFB, XI BFB, XV BFB (1861-1871) [1855-1856, Crimea; 1859, Lombardia; 1860-1861, Marche, Umbria, Italia meridionale; 1866, Veneto; 1870, Unità d'Italia]
  - 7º RFB (Verona, Palermo, Firenze, Caserta, Casagiove, Ascoli Piceno, L'Aquila, Torino, Milano, Brescia, Bolzano, 1871-1943) (Motto: Celeritate ac virtute) [1915-1918, Flondar, Jamiano; 1940-1943, El Alamein, Mareth]
  - 10º BFB "Bezzecca" (Solbiate Olona, Bologna, 1975-1992)
  -  7º Reggimento bersaglieri (Bologna, Bari, 1992 - oggi) (Motto: Celeritate ac virtute)
- III BFB, V BFB, XII BFB, XXIII BFB (1861-1871) [1848-1849, Prima guerra d'indipendenza; 1855-1856, Crimea; 1859, Lombardia; 1860-1861 Marche, Umbria, Italia meridionale; 1866, Veneto; 1870, Unità d'Italia]
  - 8º RFB (Palermo, Milano, Treviso, Reggio Emilia, Napoli, Asti, Torino, Ancona, Napoli, Palermo, Verona, Firenze, Verona, 1871-1943) (Motto: Velox ad impetum) [1911-1912, Guerra italo-turca; 1913-1914, Guerra di Libia; 1915-1918, Cadore, Piave; 1940-1943 Africa settentrionale, El Alamein, Enfidaville]
  - 8º RFB (Pordenone, 1949-1975)
  - 3º BFB "Cernaia" (Pordenone, Caserta, 1975-1993)
  -  8º Reggimento bersaglieri (Caserta, 1993 - oggi) (Motto: Velox ad impetum)
- XXVIII BFB, XXX BFB, XXVII BFB, XL BFB (1861-1871) [1866, Custoza, Veneto; 1869, San Giovanni in Persiceto; 1870, Roma, Unità d'Italia]
  -  9º Reggimento bersaglieri (Bari, Parma, Rimini, Ravenna, Milano, Vittorio, Verona, Firenze, Livorno, Palermo, Napoli, Asti, Zara, Tarvisio, Cremona, 1871-1942) (Motto: Invicte, acriter, celerrime) [1895-1896 Eritrea, Adua, Eritrea; 1911-1912, Guerra italo-turca; 1915-1919: 1915, Plezzo, Jama Planina, Javorcek, M. Kukla, Ravnilaz, Oslavia; 1916, Oslavia, M. Zebio, M. Colombara, Carso, Nad Logen, Gorizia; 1917, Hermada, M. Forno, M. Ortigara, Passo dell'Agnella, M. Sisemol, Cima Valbella, M. Pleka, Kozliak, M. Nero, Dreznica, Drezniske Ravne, Trnovo ob Soci, Krasji Vrh, Zaga, Kred, Suzid, Idrsko, Livek, Kolovrat, M. Matajur, M. Stol, M. Ioànaz, Canebola, M. Carnizza; 1918, Piave, Sacile (solo il IX btg ciclisti); 1935-1936, Africa orientale; 1939, Albania; 1940, Piccolo San Bernardo, Tripoli, Cirenaica; 1941, Africa settentrionale, Bir al Gobi, Sidi Rezegh, Bir Bellafaa, Sidi Breghise, Marmarica, Sirtica; 1942, Agedabia, Ese Sceleidima, Solluch, El Mechili, Tobruk, Marsa Matruk, El Alamein, Bab el Quattara, Pass el Car]
  -  28º Battaglione bersaglieri "Oslavia" (Bellinzago Novarese, 21/10/1975-15/10/1996) (Motto: Invicte, acriter, celerrime) [Calamità naturali: 1905, Calabria, 1906, Vesuvio, 1908, Messina e Reggio di Calabria, 1966, Piave, Monticano, Livenza, Tagliamento, Firenze, 1968, Valle Mosso, 1994, Asti]
- XVI BFB, XXXIV BFB, XXXV BFB, XXXVI BFB (1861-1871) [1860-1861, Marche, Umbria, Italia meridionale; 1866, Veneto; 1870, Unità d'Italia]
  -  10º Reggimento bersaglieri (1871-1943) (Motto: In flammis flammam) [1895-1896, Eritrea; 1915-1918, Isonzo, Piave, Fagaré; 1940-1943, Africa settentrionale, Capo Bon, Sicilia]
- 11º RFB (Caserta, Firenze, Verona, Ancona, Asti, Napoli, Tripolitania, Napoli, Ancona, Postumia, Abbazia, Gradisca, 1883-1943) (Motto: Quis ultra?) [1911-1912, Guerra italo-turca; 1913, Guerra di Libia; 1915-1918, Monfalcone, Serravalle; 1920, Kwidzyn (Marienwerder); 1940-1943, Jugoslavia]
  - 27º BFB "Jamiano" (Aviano, 1975-1992)
  -  11º Reggimento bersaglieri (Orcenico Superiore, 1992 - oggi) (Motto: Quis ultra?)
- 12º RFB (Verona, Vittorio, Roma, San Remo, Brescia, Milano, Pola, Reggio Emilia, 1883-1942) (Motto: Victoria nobis vita) [1915-1918, Isonzo, Piave; 1940-1943, Jugoslavia, El Alamein]
  - 23º BFB "Castel di Borgo" (Tauriano, 1975-1992)
  -  12º Reggimento bersaglieri (Trapani, 1992-2005) (Motto: Victoria nobis vita)
- 13º Reggimento bersaglieri (1915-1920) [1915-1918,?]
- 14º Reggimento bersaglieri (1915-1920) [1915-1918,?]
- 15º Reggimento bersaglieri (1916-1920) [1916-1918,?]
- 16º Reggimento bersaglieri (1916-1920) [1916-1918,?]
- 17º Reggimento bersaglieri (1917-1920) [1917-1918,?]
- 18º RFB (1917-1919) [1917-1918,?]
  - 18º RFB (Milano, 1935-1936)
  - 18º RFB (R.E.Co.) (1942-1943)
  - 67º BFB "Fagare" (Persano, 1975-1993)
  -  18º Reggimento bersaglieri (Cosenza, 1993-2005) (Motto: Invitto e pronto a rinnovar le glorie) [1940-1943, Francia meridionale, Roma]
- 19º Reggimento bersaglieri (1917-1920) [1917-1918,?]
- 20º Reggimento bersaglieri (1917-1920) [1917-1918,?]
- 21º Reggimento bersaglieri (1917-1918) [1917-1918,?]
- 30º Reggimento bersaglieri di marcia (1942)[11] [1942-1943, Russia]
- 177º Reggimento bersaglieri territoriale mobile (1943) [1943,?]
- 11º Battaglione bersaglieri (Motto: Obbedisco)

## Alpini

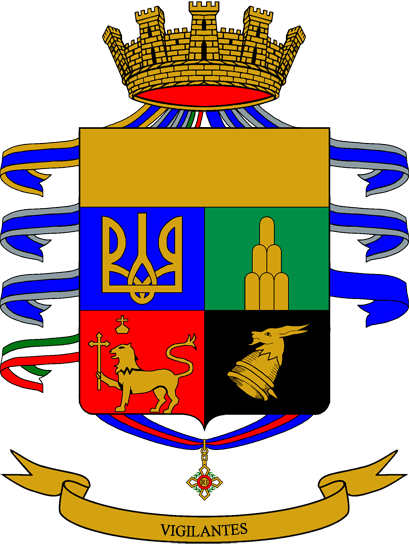
Stemma del 2º Reggimento alpini

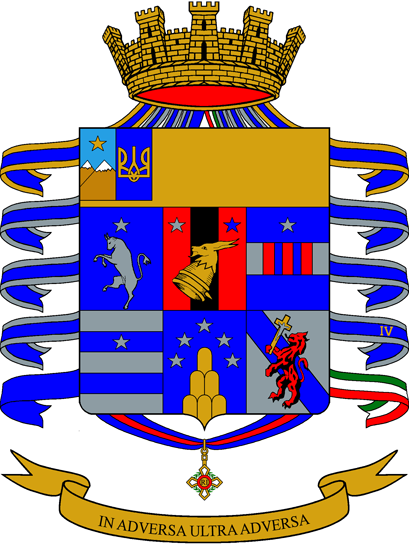
Stemma del 4º Reggimento alpini

I reggimenti degli Alpini nacquero durante la prima guerra mondiale, per trasformazione dei preesistenti Gruppi alpini. Dopo una lunga fase di assestamento nella definizione dei nominativi, i battaglioni "regolari" avevano a quel punto assunto il nome della località principale della zona di reclutamento del reggimento. Sempre nel corso della prima guerra mondiale vennero mobilitati dai reggimenti numerosi battaglioni costituiti da personale della Milizia territoriale (i battaglioni "Valle", che prendevano il nome dalla valle in cui erano reclutati) e della Milizia mobile (i battaglioni "Monte", che prendevano il nome dalla principale montagna all'estremità della valle in cui erano reclutati). Dal 1975 al 1991, nel quadro della riorganizzazione dell'Esercito Italiano a seguito dell'abolizione del livello reggimentale, le tradizioni dei Reggimenti alpini sono state assunte da battaglioni autonomi; oggi gli Alpini sono nuovamente inquadrati come reggimenti, sia pur della forza di un singolo battaglione. Tra parentesi quadra i (precedenti) nomi dei battaglioni.
- 1º RFA (Mondovì, 1882-1943) (Motto: Nec descendere nec morari) [1895-1896, Eritrea; 1911-1912, Guerra italo-turca; 1915-1918, Sette Comuni, Ortigara, Tonale; 1935-1936, Etiopia; 1940-1943,?]
  - 1º RFA (1945-1946)
  -  Battaglione alpini "Mondovì" (Cuneo, 1975-1997) (Motto: Nec descendere nec morari)
- 2º RFA (Bra, Cuneo, 1882-1943) (Motto: Vigilantes) [1895-1896, Eritrea; 1911-1912, Guerra italo-turca; 1915-1918, Pasubio, Ortigara, Tonale; 1919-1920, Albania; 1935-1936, Etiopia; 1940-1943,?]
  - 2º RFA (CAR) (Cuneo, 1963-1974)
  - BFA "Saluzzo" (Borgo San Dalmazzo, 1975-1992)
  -  2º Reggimento alpini (1992 - oggi) (Motto: Vigilantes)
- 3º RFA (Fossano, Savigliano, Torino, 1882-1917) [1895-1896, Eritrea; 1911-1912, Guerra italo-turca; 1913, Libia; 1915-1917, Monte Nero, Bainsizza]
  - 3º RFA (Torino, 1920-1943) (Motto: Altius tendo) [1919-1920, Albania; 1935-1936, Etiopia; 1940-1943,?]
  - 3º RFA (Torino, 1944) [1944-1945,?]
  - BFA "Susa" (Pinerolo, 1975-1993)
  -  3º Reggimento alpini (Pinerolo, 1993 - oggi) (Motto: Altius tendo)
- 4º RFA (Torino, Ivrea, Aosta, 1882-1943) (Motto: In adversa, ultra adversa) [1895-1896, Eritrea; 1911-1912, Guerra italo-turca; 1913-1914, Libia; 1915-1918, Adamello, M. Vodice, M. Grappa; 1919-1920, Albania; 1935-1936, Etiopia; 1940-1943,?]
  - 4º RFA (Torino, 1946-1975)
  - BFA "Aosta" (Aosta, 1975-1989)
  - Battaglione supporto tattico-logistico "Aosta" (Aosta, 1989-?)
  -  4º Reggimento alpini (Verona, 2010 - oggi) (Motto: In adversa, ultra adversa)
- 5º RFA (Milano, Edolo, Milano, Bergamo, Milano, Merano, 1882-1943) (Motto: Nec videar dum sim) [1895-1896, Eritrea; 1911-1912, Guerra italo-turca; 1913, Libia; 1915-1918, M. Fior, Castelgomberto; 1940-1943,?]
  - 5º RFA (Merano, 1953-1975)
  - BFA "Morbegno" (Vipiteno, 1975-1992)
  -  5º Reggimento alpini (Vipiteno, 1992 - oggi) (Motto: Nec videar dum sim)
- 6º RFA (Conegliano, Verona, Bressanone, Vipiteno, 1882-1943) (Motto: Più salgo, più valgo) [1895-1896, Eritrea; 1911-1912, Guerra italo-turca; 1913, Libia; 1915-1918, Ortigara, Pasubio; 1935-1936, Etiopia; 1940-1943,?]
  - 6º RFA (Merano, Brunico, 1946-1975)
  - BFA "Bassano" (San Candido, 1975-1993)
  -  6º Reggimento alpini (San Candido, 1993 - oggi) (Motto: Più salgo, più valgo)
- 7º RFA (Conegliano, Belluno, 1887-1943) (Motto: Ad exclesa tendo) [1887-1888, Eritrea; 1895-1896, Eritrea; 1911-1912, Guerra italo-turca; 1913-1914, Libia; 1915-1918, M.Grappa, Trento; 1919-1920, Albania; 1935-1936, Etiopia; 1940-1943,?]
  - 7º RFA (Belluno, 1953-1975)
  - BFA "Feltre" (Feltre, 1975-1992)
  -  7º Reggimento alpini (Feltre, Belluno, 1992 - oggi) (Motto: Ad exclesa tendo)
- 8º RFA (Udine, Venzone, Udine, Tolmezzo, Udine, 1909-1943) (Motto: O là... o rompi) [1911-1912, Guerra italo-turca; 1912-1913, Libia; 1915-1918, Sette Comuni, Tonale; 1940-1943,?]
  - 8º RFA (Belluno, Tolmezzo, 1946-1975)
  - BFA "Gemona" (Tarvisio, 1975-1992)
  -  8º Reggimento alpini (Tarvisio, Cividale del Friuli, Venzone, 1992 - oggi) (Motto: O là... o rompi)
- 9º RFA (Gorizia, 1920-1943) (Motto: Ad ardua super alpes patria vocat) [1915-1918, Sasso Rosso (?); 1940-1943,?]
  -  Battaglione alpini "Vicenza" (Tolmezzo, Codroipo, 1975-1996, 2017 - oggi) (Motto: Ad ardua super alpes Patria vocat)
- BFA "L'Aquila" (Gorizia, 1935-1943) (inquadrato nel 9º RFA) [1940-1943,?]
  - BFA "Abruzzi" (Piedimonte d'Alife, 1944) [1944-1945]
  - BFA "L'Aquila" (Piedimonte d'Alife, 1944-1946) [1944-1945,?]
  - BFA "L'Aquila" (Tarvisio, 1946-1975) (inquadrato nell'8º RFA)
  - BFA "L'Aquila" (L'Aquila, 1975-1991)
  -  RFA "L'Aquila" (L'Aquila, 1991-1992) (Motto: D'Aquila penne, ugne di Leonessa)
  -  9º Reggimento alpini (L'Aquila, 1992 - oggi) (Motto: Ad ardua super alpes Patria vocat)
- 10º RFA (denominazione assunta dall'Associazione Nazionale Alpini tra il 1939 ed il 1945)
- 11º RFA (Trento, 1935-1943) [1915-1918, M. Kukla (BFA "Trento", BFA "Bassano"); 1935-1936, Etiopia; 1940-1943,?]
  - BFA "Trento" (Monguelfo, Brunico, 1975-1992)
  -  11º Reggimento alpini (Brunico, 1992-2001) (Motto: Fulmineo come l'aquila, forte come il leone)
- 12º Reggimento alpini (1935-1937) [1935-1936, Etiopia]
- BFA "Pieve di Cadore" (1866-1887) (inquadrato nel 6º RFA)
  - BFA "Pieve di Cadore" (1887-1935) (inquadrato nel 7º RFA)
  - BFA "Pieve di Cadore" (1935-1937) (inquadrato nel 12º RFA)
  - BFA "Pieve di Cadore" (1937-1943) (inquadrato nel 7º RFA) [1940-1943]
  - BFA "Pieve di Cadore" (Belluno, 1953-1956) (inquadrato nel 7º RFA)
  - BFA "Pieve di Cadore" (1956-1975) (inquadrato nel 7º RFA)
  - BFA "Pieve di Cadore" (Tai di Cadore, 1975-1992)
  -  12º Reggimento alpini (Tai di Cadore, 1992-1997) (Motto: Per l'onor del batajon)
- BFA "Tolmezzo" (Tolmezzo, 1908-1909) (inquadrato nel 7º RFA)
  - BFA "Tolmezzo" (Tolmezzo, 1909-1943) (inquadrato nell'8º RFA) [1915-1918,?; 1940-1943,?]
  - BFA "Tolmezzo" (Padova, 1946-1975) (inquadrato nell'8º RFA)
  - BFA "Tolmezzo" (Venzone, Paluzza, Venzone, 1975-1993)
  -  14º Reggimento alpini (Venzone, 1993-2005) (Motto: O là o rompi)
- BFA "Cividale" (Cividale, 1909-1921) (inquadrato nell'8º RFA) [1915-1918,?]
  - BFA "Cividale" (Cividale, 1921-1926) (inquadrato nel 12º RFA)
  - BFA "Cividale" (Cividale, 1926-1943) (inquadrato nell'8º RFA) [1940-1943,?]
  - BFA "Cividale" (Cividale, 1948-1975) (inquadrato nell'8º RFA)
  - BFA "Cividale" (Chiusaforte, Tarvisio, Chiusaforte, 1975-1992)
  -  15º Reggimento alpini (Chiusaforte, 1992-1995) (Motto: Fuarce Cividat)
- BFA "Belluno" (Belluno, 1910-1917) (inquadrato nel 7º RFA) [1915-1917,?]
  - BFA "Belluno" (1917-1936) (inquadrato nel 7º RFA) [1917-1918,?]
  - BFA "Belluno" (1936-1937) (inquadrato nel 12º RFA)
  - BFA "Belluno" (1937-1943) (inquadrato nel 7º RFA) [1940-1943,?]
  - BFA "Belluno" (1953-1975) (inquadrato nel 7º RFA)
  - BFA "Belluno" (Belluno, 1975-1991)
  - RFA "Belluno" (Belluno, 1991-1992)
  -  16º Reggimento "Belluno" (Belluno, 1992-2004) (Motto: Sunt rupes virtutis iter)
- BFA "Edolo" (1886-1921) (inquadrato nel 5º RFA) [1915-1918,?]
  - BFA "Edolo" (1921-1934) (inquadrato nel 6º RFA)
  - BFA "Edolo" (1934-1943) (inquadrato nel 5º RFA) [1940-1943,?]
  - BFA "Edolo" (1945-1946) (inquadrato nel 4º RFA)
  - BFA "Edolo" (1946-1953) (inquadrato nel 6º RFA)
  - BFA "Edolo" (1953-1975) (inquadrato nel 5º RFA)
  - BFA "Edolo" (Merano, 1975-1997)
  -  18º Reggimento alpini (Merano, 1997-2004)
- BFA "Monte Cervino" (1915-1919) (inquadrato nel 4º RFA) [1915-1918,?]
  - BFA "Monte Cervino" (1940-1941) (inquadrato nel 4º RFA) [19 40-1943,?]
  - BFA "Monte Cervino" (1941-1943) [1941-1943,?]
  - BFA "Monte Cervino" (1943) (inquadrato nel 20º Raggruppamento alpini sciatori) [1943,?]
  - Compagnia alpini paracadutisti (Merano, 1964-1990)
  - Compagnia alpini paracadutisti "Monte Cervino" (Merano, San Michele Appiano, 1990-?)
  - Battaglione alpini paracadutisti "Monte Cervino" (1996-2004)
  -  4º Reggimento alpini "Monte Cervino" (Montorio Veronese, 2006 - oggi) (Motto: In adversa ultra adversa)
- BFA "Val Brenta" (Torino, 1882-1886) (inquadrato nel 4º RFA poi nel 6º RFA)
  - BFA "Val Brenta" (1939-1940)
  - XXIII BFA arresto (19..-1963)
  -  Battaglione alpini d'arresto "Val Brenta" (San Candido, 1963-1991) (Motto: Vigile e saldo)
- Battaglione milizia territoriale (Vestone, 1915-1919) (inquadrato nel 5º RFA) [1915-1918,?]
  - BFA "Val Chiese" (Paesana, 1939-1940)
  - BFA "Val Chiese" (1941-1943) [1941-1943,?]
  - XXIX BFA (19..-1963)
  -  Battaglione alpini d'arresto "Val Chiese" (Vipiteno, 1963-1979) (Motto: Sota la cener brase)
- BFA "Val Tagliamento" (1882) (inquadrato nel 6º RFA)
  - XV BFA arresto (19..-1963) (Motto: Mai avonde)
  -  Battaglione alpini d'arresto "Val Tagliamento" (Tolmezzo, 1963-1992) (Motto: Sin simpri chei)
- Battaglione milizia territoriale (Feltre, 1915-1919) (inquadrato nel 7º RFA) [1915-1918,?]
  - BFA "Val Cismon" (1939-1940)
  - BFA "Val Cismon" (1941-1943) [1941-1943,?]
    - XIX BFA da posizione (19..-19..)

  - XIX BFA arresto (19..-1963)
  - Battaglione alpini d'arresto "Val Cismon" (Santo Stefano di Cadore, 1963-1975) (Motto: Chi osa s'infrange)
- 11º Raggruppamento di frontiera (Tolmezzo, 1952-1956) (Motto: Sin simpri chei)
  - 11º Raggruppamento alpini da posizione (Tolmezzo, 1957-1962)
  - 11º Raggruppamento alpini d'arresto (Tolmezzo, 1963-1975)
- 101º Reggimento alpini di complemento (1942-1943) [1942-1943,?]
- 102º Reggimento alpini di marcia (1942-1943)[3] [1942-1943,?]
- 103º Reggimento alpini di marcia (1942-1943) [1942-1943,?]
- 104º Reggimento alpini di marcia (1942-1943) [1942-1943,?]
- 105º Reggimento alpini di complemento (1942-1943) [1942-1943,?]
- 165º Reggimento alpini costiero (1942-1943) [1942-1943,?]
- 166º Reggimento alpini costiero (1942-1943) [1942-1943,?]
- 167º Reggimento alpini costiero (1942-1943) [1942-1943,?]
- 168º Reggimento alpini costiero (1942-1943) [1942-1943,?]
- 175º Reggimento alpini territoriale mobile (1943-1944) [1943,?]
- 176º Reggimento alpini territoriale mobile (1943) [1943,?]

I primi nove reggimenti stazionati da ovest verso est costituiscono il nocciolo storico degli alpini. Il 10º Reggimento fu la denominazione assunta dall'Associazione Nazionale Alpini tra il 1939 ed il 1945. I reggimenti 11° e 12° furono costituiti in occasione della guerra coloniale italiana nell'Africa orientale. I reggimenti formati temporaneamente negli anni Novanta del secolo scorso (fino al 18°) erano in parte formazioni di addestramento.

## Fanteria carrista

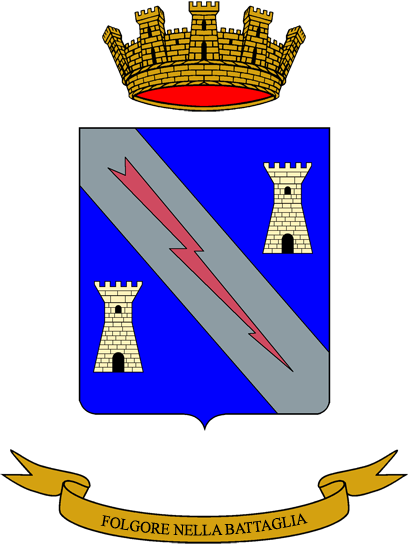
Stemma del 1º Reggimento corazzato

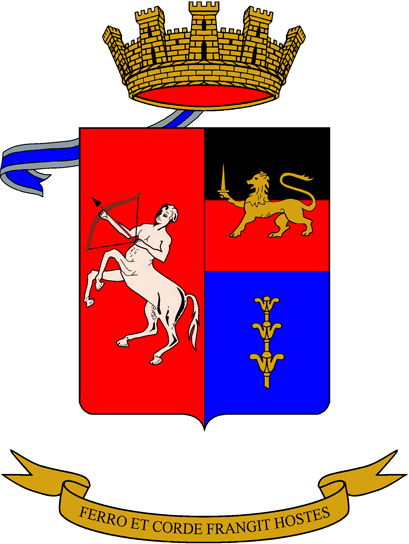
Stemma del 31º Reggimento carri

Le origini delle truppe corazzate italiane risalgono ad un'unità di ricerca e addestramento costituita nel settembre 1918 a Verona, che disponeva di pochi carri armati dei tipi Schneider CA1, Renault FT e Fiat 2000. A settembre del 1918 venne costituita a Torino una prima compagnia che nel 1920 fu spostata a Roma insieme con l'unità di addestramento e lì (Forte Tiburtino) trasformata in battaglione. Il 1º ottobre 1927 nacque un primo reggimento corazzato (5 battaglioni di cui 3 nell'Italia del nord-est, equipaggiati con Fiat 3000), che nel 1931 venne trasferito a Bologna. Nel 1936 da questo reggimento (non numerato) nacquero i primi quattro reggimenti (1-4). Nel 1937 si costituirono le due brigate corazzate "Centauro" e "Ariete" che nel 1939 furono trasformate in divisioni corazzate. Dal 1975 al 1991, nel quadro della riorganizzazione dell'Esercito Italiano, a seguito dell'abolizione del livello reggimentale, le tradizioni dei reggimenti di fanteria carrista sono state assunte da battaglioni autonomi; successivamente i reparti carristi furono nuovamente inquadrati come reggimenti, sia pur della forza di un singolo battaglione. Dal 1999 la specialità è entrata a far parte dell'Arma di Cavalleria.
- 1º RF carrista (Vercelli, 1936-1943) [1940-1943,?]
  - 1º Reggimento carristi (Roma, 1948-1949)
  - Campo addestramento unità corazzate (Capo Teulada, 1959-1974)
  - 1º RFC (Capo Teulada, 1974-1993)
  -  1º Reggimento corazzato (Capo Teulada, 1993 - oggi) (Motto: Folgore nella battaglia) [collegamento interrotto]
- 2º Reggimento carri (Verona, 1936 - 1938) (Motto: Sicut leones) [collegamento interrotto] poi 32º Reggimento carri
- XXII Battaglione carri d'assalto "Coralli" (1935-1938)
  - XXII Battaglione carri L (1938) (inquadrato nel 1º RF carrista)
  - XXII Battaglione carri L (1938-1939) (inquadrato nel 2º RF carrista)
  - XXII Battaglione carri L (1939-1940) (inquadrato nel 33º RF carrista)
  - XXII Battaglione carri L (1941-1943) [1941-1943,?]
  - XXII Battaglione carri (1964-1975) (inquadrato nel RFL Serenissima)
  - 22º Battaglione carri M. O. Piccini(San Vito al Tagliamento, 1975-1991)
  - 22º RCC (San Vito al Tagliamento, 1991-1993)
  -  2º Reggimento carri  (San Vito al Tagliamento, 1993-1995) (Motto: Sicut leones)
- Reggimento carri armati (Roma, Bologna, 1927-1936) (Motto: Pondere et igne iuvat)
  - 3º RF carrista (Bologna, 1936-1943) [1940-1943,?]
  - 3º RFC (Persano, 1964-1975)
  - 9º Battaglione corazzato  M.O. Buttera (L'Aquila, 1975-1991) (Motto: Pondere et igne iuvat)
  -  9º Battaglione corazzato "M.O. Butera" (Monte Romano, 1992 - oggi) (Motto: Pondere et igne iuvat) [collegamento interrotto]
- 4º RF carrista (Roma, 1936-1943) [1940-1943, Africa settentrionale, Tobruk, Roma]
  - 4º Reggimento carristi (Roma, Civitavecchia, 1953-1958)
  - 4º RFC (Legnano, 1958-1975)
  - 20º Battaglione carri M. O. Pentimalli(Legnano, 1975-1991)
  -  4º Reggimento carri (Ozzano dell'Emilia, Civitavecchia, 1992, Bellinzago Novarese, Persano, oggi) (Motto: Travolgo) [collegamento interrotto]
- 31º RF carrista (Siena, 1937-1943) (inquadrato nella Divisione corazzata Centauro (131ª) [1940-1943, Balcani, Africa settentrionale] 
  - 31º RF carrista (1943) [1943,?]
  - 31º Reggimento carristi (Verona, Bellinzago Novarese, 1951-1958)
  - 31º RCC (Bellinzago Novarese, 1959-1975)
  - 1º Battaglione carri  M. O. Cracco (Bellinzago Novarese, 1975-1993)
  -  31º Reggimento carri (Bellinzago Novarese, 1993 - oggi) (Motto: Ferro et corde frangit hostes) [collegamento interrotto]
- 32º RF carrista (Verona, 1938-1944) (inquadrato nella Divisione corazzata Ariete (132ª) [1941-1943, Africa settentrionale, El Alamein] 
  - 32º RCC (Cordenons, Tauriano, 1964-1975)
  - 3º Battaglione carri M. O. Galas (Tauriano, 1975-1992)
  -  32º Reggimento carri (Tauriano, 1992 - oggi) (Motto: Ferrea mole in ferreo cuore) [collegamento interrotto]
- 33º RF carrista (Parma, 1939-1943) (inquadrato nella Divisione corazzata Littorio (133ª) [1940-1943,?]
  - 6º Battaglione carri M. O. Scapuzzi (Civitavecchia, 1976-1993)
  -  33º Reggimento carri (Ozzano dell'Emilia, 1993-2000) (Motto: Aere perennius) [collegamento interrotto]
- LXIII Battaglione carri L (leggeri) (1939-1941) [1940-1941,?]
  - III Battaglione carri (Visco, 1958-1961)
  - LXIII Battaglione carri (Visco, 1961-1964)
  - LXIII Battaglione carri (Visco, Cordenons, 1964-1975)
  - 63º Battaglione carri M. O. Fioritto (Cordenons, 1975-1991)
  - 63º RCC (Cordenons, 1991-1992)
  -  63º Reggimento carri (Cordenons, 1992-1995) (Motto: Irriducibile sempre) [collegamento interrotto]
- 131º RF carrista (Siena, 1941-1942) (inquadrato nella Divisione corazzata Centauro (131ª) [1940-1943, Sicilia] 
  - 101º Battaglione carri M. O. Zappalà (Bellinzago Novarese, 1975-1993)
  -  131º Reggimento carri (Persano, 1993-2013) (Motto: D'acciaio anche i cuori) [collegamento interrotto]
- 132º RF carrista (1941-1942) (inquadrato nella Divisione corazzata Ariete (132ª) [1940-1943, Africa settentrionale, El Alamein] 
  - 132º RF carrista (Sardegna, 1944) [1944-1945,?]
  - 1º Reggimento carristi (Roma, 1948-1949)
  - 132º Reggimento carristi (Roma, Aviano, 1949-1959)
  - 132º RCC (Aviano, 1959-1975)
  - 8º Battaglione carri M. O. Secchiaroli (Aviano, 1975-1992)
  -  132º Reggimento carri (Aviano, 1992 - oggi) (Motto: In hostem ruit) [collegamento interrotto]
- 133º RF carrista (Parma, 1941-1942) (inquadrato nella Divisione corazzata Littorio (133ª) [1942-1943, Africa settentrionale, El Alamein] 
  - 10º Battaglione carri M. O. Bruno (Aviano, 1975-1991)
  - 60º RCC (Altamura, 1991-1992)
  -  133º Reggimento carri (Altamura, 1992-1995) (Motto: Ferro, fuoco, cuore)

## Paracadutisti

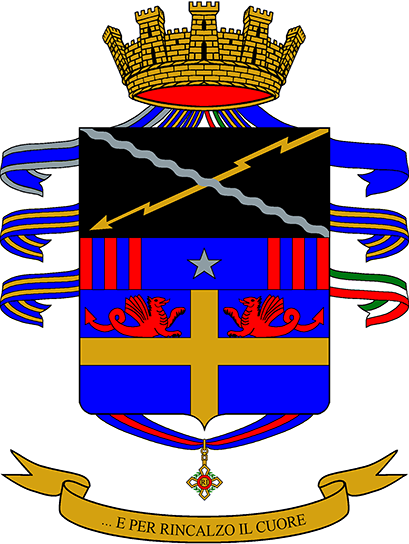
Stemma del 183º Reggimento paracadutisti

Questi reggimenti erano inquadrati nelle divisioni di paracadutisti "Folgore" (185ª) e "Nembo" (184ª). I reggimenti ancora attivi sono oggi riuniti nella Brigata Paracadutisti Folgore. Dal 1975 al 1992, nel quadro della riorganizzazione dell'Esercito Italiano, a seguito dell'abolizione del livello reggimentale, le tradizioni dei reggimenti paracadutisti sono state assunte da battaglioni autonomi; oggi i paracadutisti sono nuovamente inquadrati come reggimenti, sia pur della forza di un singolo battaglione.
- 1º RFP (1941)
  - 3° RFP (1942)
  - 185º Reggimento fanteria paracadutisti "Folgore" (1942)
  - 185° RFP "Nembo" (1942-1943) [1942-1943, confine orientale, Sicilia, Calabria]
  - 185º Reparto Autonomo Paracadutisti (poi Arditi Paracadutisti) "Nembo" (1943-1944) [Corpo Italiano di Liberazione, Monte Marrone]
  - 1º Reparto Speciale Autonomo, poi 1º Squadrone da Ricognizione "Folgore" (1943-1945) [Maiella, Cassino, Italia Centrale, Firenze, Senio, Operazione Herring]
  - 1° RFP (1963-1967)
  - 1º Reggimento paracadutisti "Folgore" (1967-1975)
  - 3° BFP "Poggio Rusco" (1975-1998)
  -  185º RRAO (Reggimento Ricognizione Acquisizione Obiettivi) "Folgore" (Livorno, 2013-oggi) (appartiene alle forze speciali)
- 2º RFP (1941)
  - 1° RFP (1942)
  - 186° RFP "Folgore" (1942-1943) [1942, Africa settentrionale, Alam el Halfa, El Alamein]
  -  186º Reggimento paracadutisti "Folgore" (Siena, 1992 - oggi) (Motto: Impeto e ardire)
- 3º RFP (1941)
  - 2° RFP (1942)
  - 187° RFP Folgore (1942-1943) [1942, Africa settentrionale, Alam el Halfa, El Alamein]
  -  187º Reggimento paracadutisti "Folgore" (Livorno, 1992 - oggi) (Motto: Di fulgida gloria vigile scolta)
- 183º RF Nembo (Firenze, 1943-1944) (Motto: ... e per rincalzo il cuore)
  - RFP "Nembo" (1944-1945) [1944-1945, Guerra di Liberazione]
  - 183º RF Nembo (Belluno, Cervignano 1947-1993)
  -  183º Reggimento paracadutisti "Nembo" (Pistoia, 1993 - oggi) (Motto: ... e per rincalzo il cuore)
- 184º Reggimento paracadutisti "Nembo" (1942-1944) (Motto: ... e per rincalzo il cuore)
  - 184º Reparto Comando e Supporti Tattici paracadutisti "Nembo" (Livorno, 2022 - oggi)
- 10º Reggimento arditi (1942-1943)
  -  9º Reggimento d'assalto paracadutisti "Col Moschin" (Livorno, 1995 - oggi) (Motto: Della folgore l'impeto)

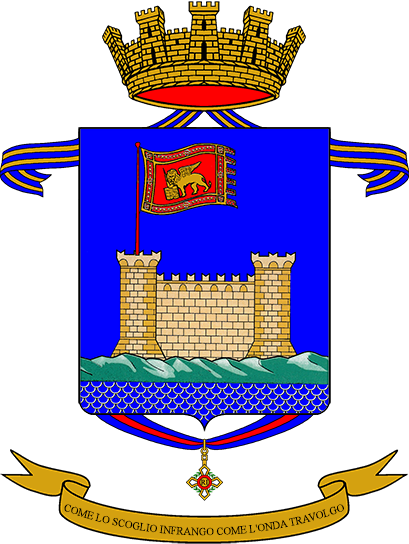
Stemma del Reggimento lagunari

## Lagunari
I Lagunari vennero costituiti a Venezia il 15 gennaio 1951 a difesa del fianco sud, ricco di lagune, del V Corpo d'Armata, stazionato nell'Italia del nord-est, come unità interforze: il "Settore Forze Lagunari" comprendeva personale dell'Esercito (Battaglioni "Piave" e "Marghera" e compagnia mezzi anfibi) e della Marina Militare (Battaglione "San Marco") fino al 1º luglio 1957, quando perse ogni componente della Marina Militare che venne rimpiazzata dal Battaglione "Isonzo". Il 1º settembre 1957, il settore, pur conservando gli stessi compiti operativi, muta organico assumendo la denominazione di "Raggruppamento Lagunare". Il 25 ottobre 1964 venne costituito il Reggimento Lagunari "Serenissima" composto da Comando Reggimento, Compagnia Reggimentale, Compagnia Trasmissioni, Compagnia Trasporti Anfibi, tre battaglioni anfibi "Marghera", "Piave" e "Isonzo", e infine il XXII Battaglione carri "Serenissima". Il 1º settembre 1975, a seguito di provvedimenti conseguenti alla ristrutturazione dell'Esercito Italiano il battaglione "Marghera" fu sciolto e il 20 ottobre anche il Reggimento Lagunari si sciolse per costituire il "Comando Lagunari Truppe Anfibie", articolato su compagnia comando Lagunari "Truppe Anfibie", Battaglione anfibio "Sile", costituitosi per la trasformazione della Compagnia trasporti, mentre il Battaglione "Piave", assunto l'organico di battaglione meccanizzato, diede vita al 1º Battaglione Lagunari "Serenissima" che ereditò la Bandiera di Guerra del Reggimento. Il Battaglione "Isonzo" assunse a sua volta l'organico di battaglione meccanizzato cambiando la sua denominazione in 41º Battaglione meccanizzato "Modena" e venne inquadrato nella neo costituita Brigata meccanizzata "Gorizia" nella quale confluì anche il XXII Battaglione carri ridenominato 22º Battaglione carri "M.O. Piccinini" riconfigurato da battaglione lagunare–carrista a battaglione prettamente carrista. Il 25 giugno 1984 venne sancito il riconoscimento della Specialità "Lagunari". Nel 1992, sempre nell'ambito di provvedimenti ordinativi riguardanti la riorganizzazione dell'Esercito, vennero soppressi il Battaglione Lagunari "Serenissima", il Battaglione mezzi anfibi "Sile" e ricostituito il Reggimento Lagunari "Serenissima" articolato su: Comando di Reggimento e Compagnia Comando e Servizi, I Battaglione lagunari su tre Compagnie fucilieri e una Compagnia mortai pesanti, Compagnia mezzi nautici, mentre il 22º Battaglione carri "M.O. Piccinini", erede del XXII Battaglione carri "Serenissima", diede vita al 2º reggimento carri.
- Settore Forze Lagunari (1951-1957, interforze)
  - Raggruppamento Lagunare (1957-1964)
  - RFL "Serenissima" (1964-1975) (Motto: Come lo scoglio infrango come l'onda travolgo)
  - Comando Lagunari "Truppe Anfibie" (1975-1992)
  - 1º Battaglione Lagunari "Serenissima" (1975-1992) (Motto: Come lo scoglio infrango come l'onda travolgo)
  -  Reggimento lagunari "Serenissima" (Venezia, 1992-oggi) (Motto: Come lo scoglio infrango come l'onda travolgo)

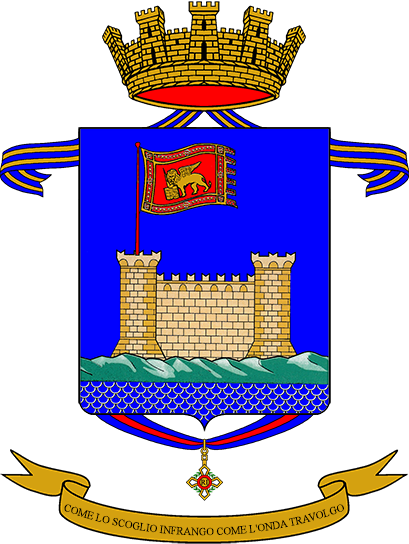
Stemma del Reggimento lagunari

## Reggimenti attivi
- Fanteria di linea (reggimenti operativi):
  - 5º Reggimento Fanteria "Aosta" (Messina)
  - 9º Reggimento Fanteria "Bari" (Trani)
  - 62º Reggimento Fanteria "Sicilia" (Catania)
  - 66º Reggimento fanteria aeromobile "Trieste" (Forlì) (configurato in Fanteria aeromobile, per interventi eliportati)
  - 82º Reggimento Fanteria "Torino" (Barletta)
  - 151º Reggimento Fanteria "Sassari" (Cagliari)
  - 152º Reggimento Fanteria "Sassari" (Sassari)
- Fanteria di linea (Reggimenti Addestrativi)
  - 17º Reggimento Fanteria "Acqui" (Capua)
  - 80º Reggimento Fanteria "Roma" (Cassino)
  - 85º Reggimento Fanteria "Verona" (Montorio Veronese)
  - 235º Reggimento Fanteria "Piceno" (Ascoli Piceno)
- Fanteria specialità Granatieri
  - 1º Reggimento Granatieri di Sardegna (Roma)
  - 2 Reggimento Granatieri di Sardegna (Cengio)
- Fanteria specialità Bersaglieri
  - 1º Reggimento Bersaglieri (Cosenza)
  - 3º Reggimento Bersaglieri (Teulada)
  - 6º Reggimento Bersaglieri (Trapani)
  - 7º Reggimento Bersaglieri (Bari)
  - 8º Reggimento Bersaglieri (Caserta)
  - 11º Reggimento Bersaglieri (Orcenico Superiore)
- Fanteria specialità Paracadutisti
  - 183º Reggimento Paracadutisti "Nembo" (Pistoia)
  - 185º RRAO (Reggimento Ricognizione Acquisizione Obiettivi) "Folgore" (Livorno)
  - 186º Reggimento Paracadutisti "Folgore" (Siena)
  - 187º Reggimento Paracadutisti "Folgore" (Ardenza)
  - 9º Reggimento Paracadutisti D'assalto "Col Moschin" (Ardenza) forza speciale
- Fanteria specialità Alpini
  - 2º Reggimento Alpini (Cuneo)
  - 3º Reggimento Alpini (Pinerolo)
  - 4º Reggimento Alpini Paracadutisti (Montorio Veronese)
  - 5º Reggimento Alpini (Vipiteno)
  - 6º Reggimento Alpini (San Candido, Brunico) (configurato in ente gestionale delle aree addestrative)
  - 7º Reggimento Alpini (Belluno)
  - 8º Reggimento Alpini (Venzone)
  - 9º Reggimento Alpini (L'Aquila)
- Fanteria specialità Lagunari
  - Reggimento Lagunari "Serenissima" (Mestre, Venezia)